# クヤヴィ＝ポモージェ県
クヤヴィ＝ポモージェ県（Kuyavian–Pomeranian Voivodeship (ポーランド語: województwo kujawsko-pomorskie [vɔjɛˈvut͡stfɔ kuˈjafskɔ pɔˈmɔrskʲɛ] ( 音声ファイル))）は、ポーランド中部の県である。県都はブィドゴシュチュ、県議会所在地はトルン。ポモージェ県、ヴィエルコポルスカ県、ウッチ県、マゾフシェ県、ヴァルミア＝マズールィ県と接している。

## 地域区分
- 郡 (powiat)
  - アレクサンドルフ郡 (Powiat aleksandrowski)
  - ブロドニッツァ郡 (Powiat brodnicki)
  - ブィドゴシュチュ郡 (Powiat bydgoski)
  - ヘウムノ郡 (Powiat chełmiński)
  - ゴルプ・ドブジン郡 (Powiat golubsko-dobrzyński)
  - グルジョンツ郡 (Powiat grudziądzki)
  - イノヴロツワフ郡（ポーランド語版、英語版） (Powiat inowrocławski)
  - リプノ郡 (Powiat lipnowski)
  - モギルノ郡 (Powiat mogileński)
  - ナクウォ郡 (Powiat nakielski)
  - ラジェユフ郡 (Powiat radziejowski)
  - ルィピン郡 (Powiat rypiński)
  - センプルノ郡 (Powiat sępoleński)
  - シフィエチェ郡 (Powiat świecki)
  - トルン郡 (Powiat toruński)
  - トゥホラ郡 (Powiat tucholski)
  - ヴォンブジェジノ郡 (Powiat wąbrzeski)
  - ヴウォツワヴェック郡 (Powiat włocławski)
  - ジュニン郡 (Powiat żniński)
- 市
  - ブィドゴシュチュ（ブロンベルク） (Bydgoszcz; pl)
  - グルジョンツ（グラウデンツ） (Grudziadz; pl)
  - トルニ（トルン、トールン） (Torun; pl)
  - ヴウォツワヴェック（レースラウ） (Wloclawek; pl)
  - ヴォンブジェジノ（ブリーゼン）

## 観光地

### ビスクピン（Biskupin）
ジュニン（この項の下記「ジュニン」参照）の南8kmのところにある鉄器時代初期の砦および集落で構成される、ポーランドで最も有名な古代遺跡。遺跡はワルシャワ国立博物館の分館となっており、再現遺跡のほかに博物館棟もある。博物館棟には発掘された遺物や、当時の墳墓の人骨などが展示されている。またジュニンからヴェネツヤ（この項の下記「ヴェネツヤ」参照）ビスクピンまで通っている郡営の狭軌鉄道（ナローゲージ・トレインまたはトイ・トレイン＝おもちゃ列車と呼ばれる）はたくさんの観光客を集めている（狭軌鉄道については「ヴェネツヤ」の項を参照）。ビスクピン博物館の公式サイト（英語・ポーランド語・ドイツ語）あり。

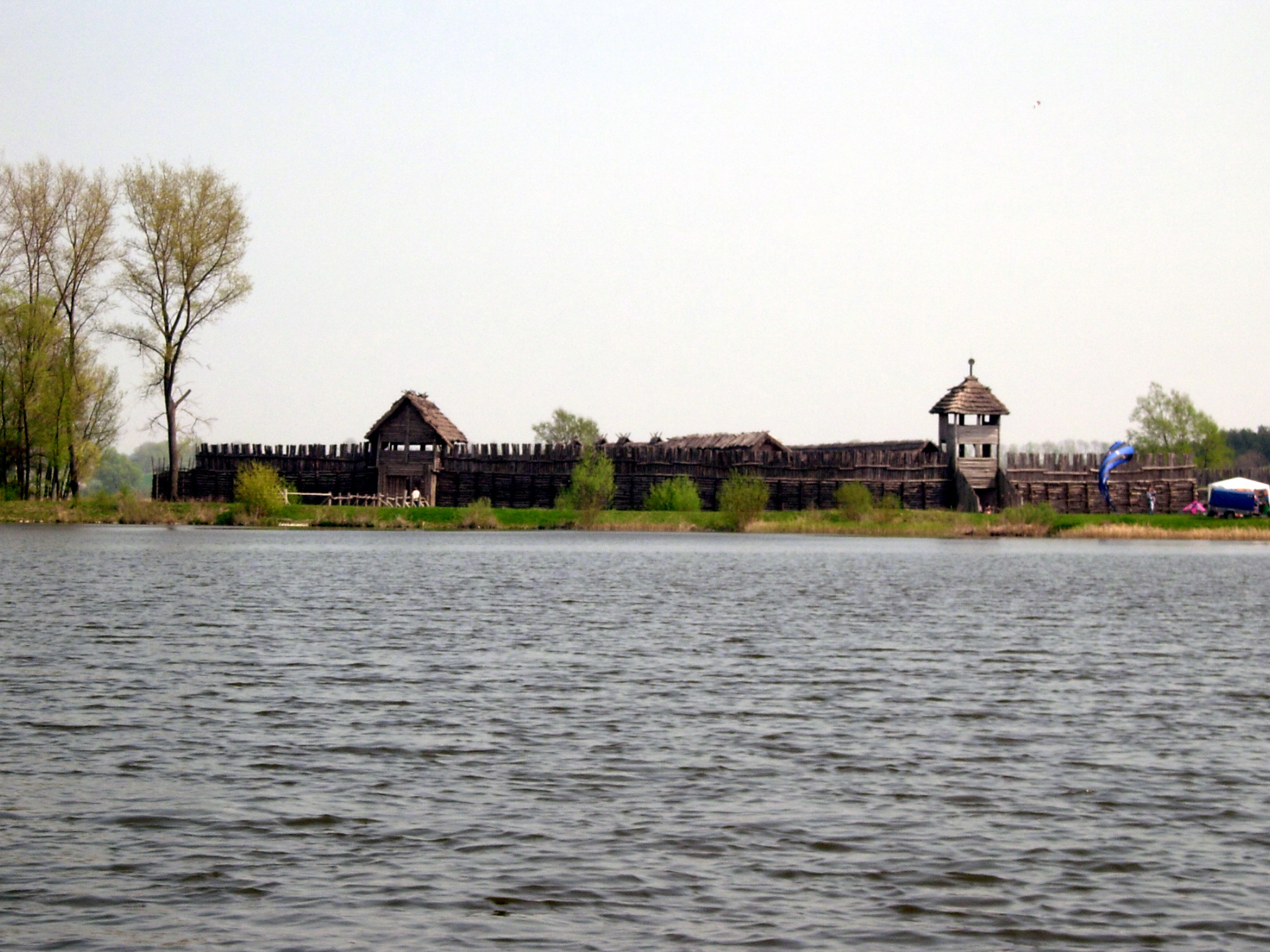
ビスクピン博物館
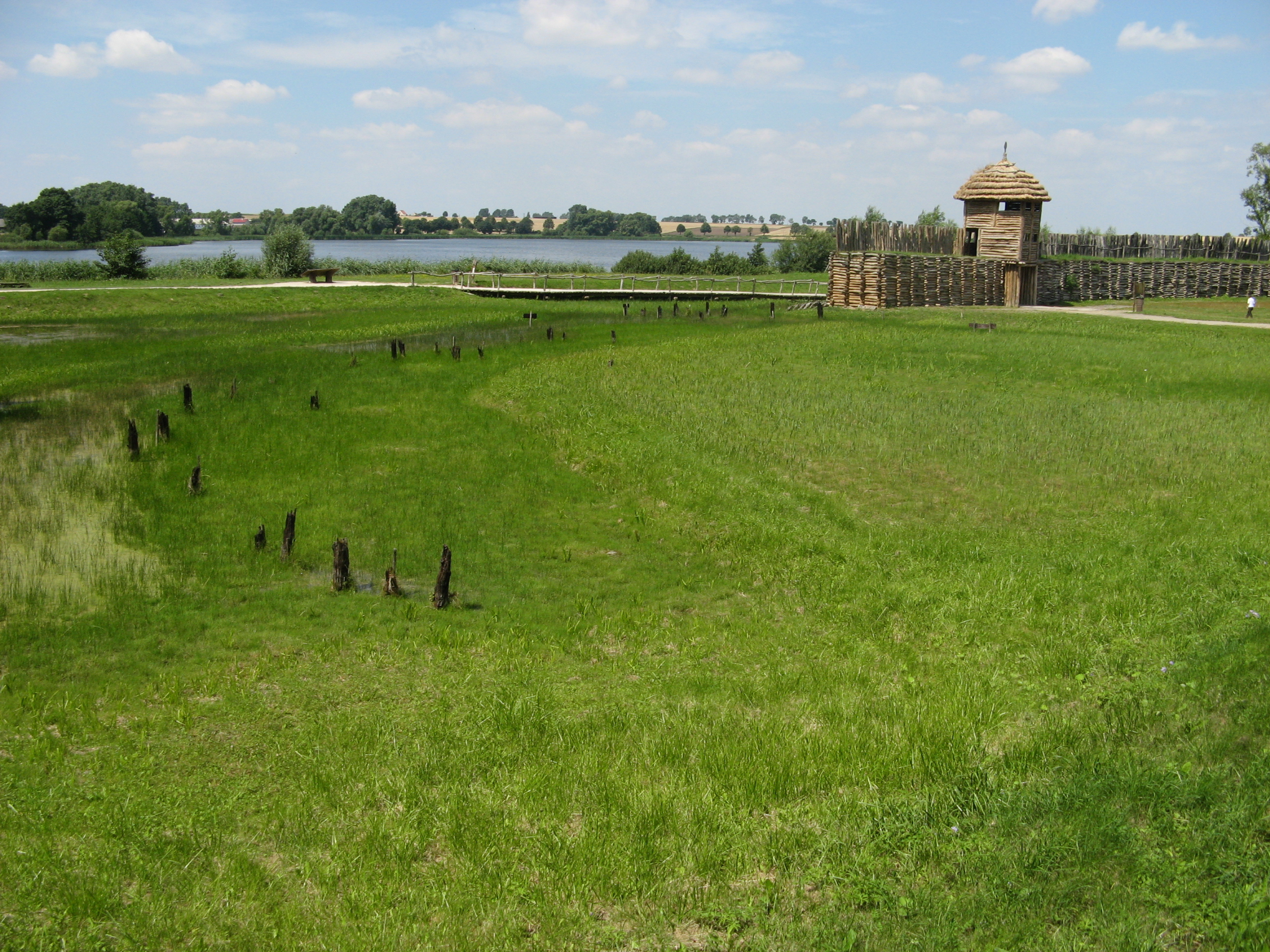
ビスクピン博物館
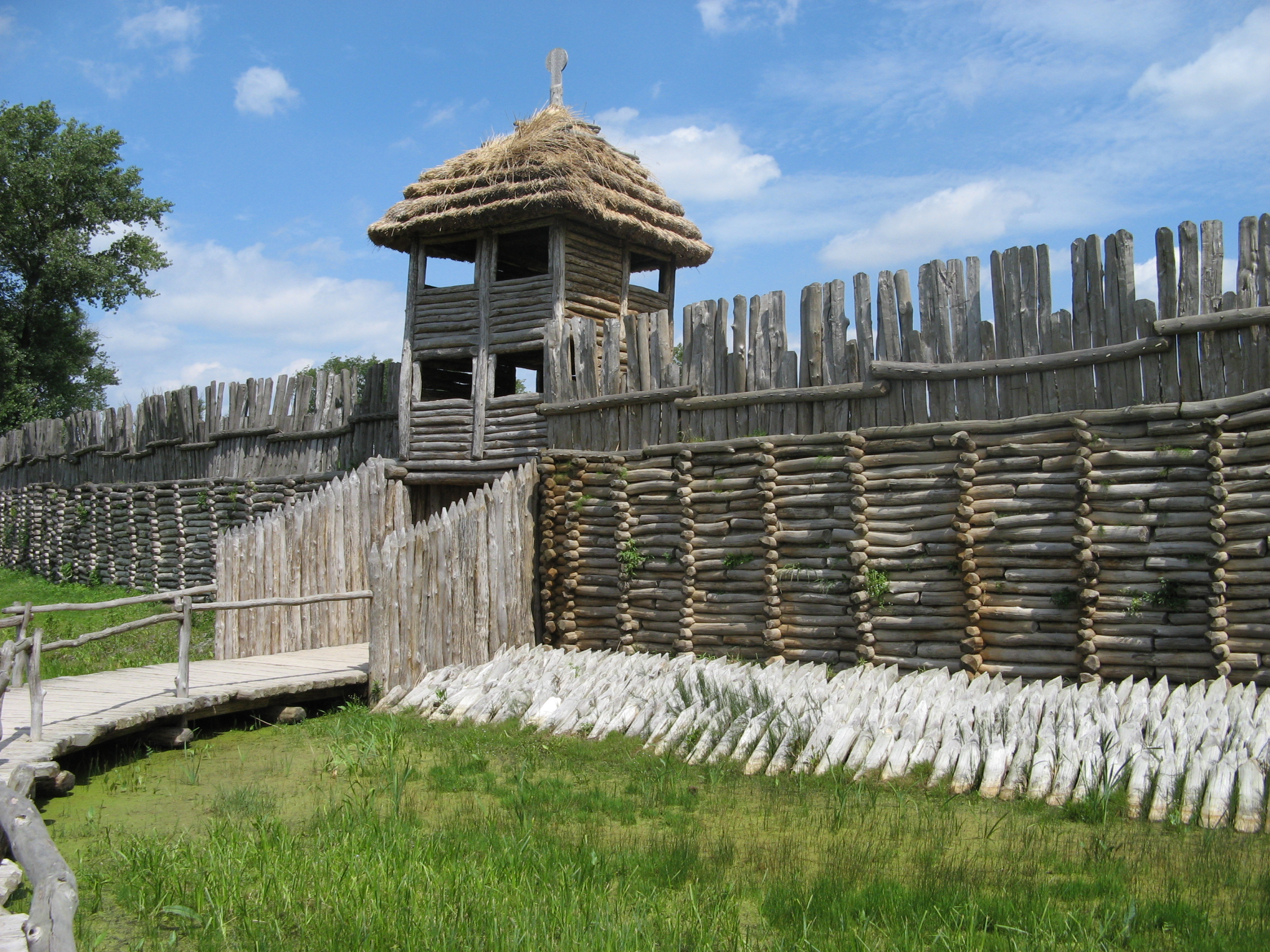
ビスクピン博物館（砦の門）
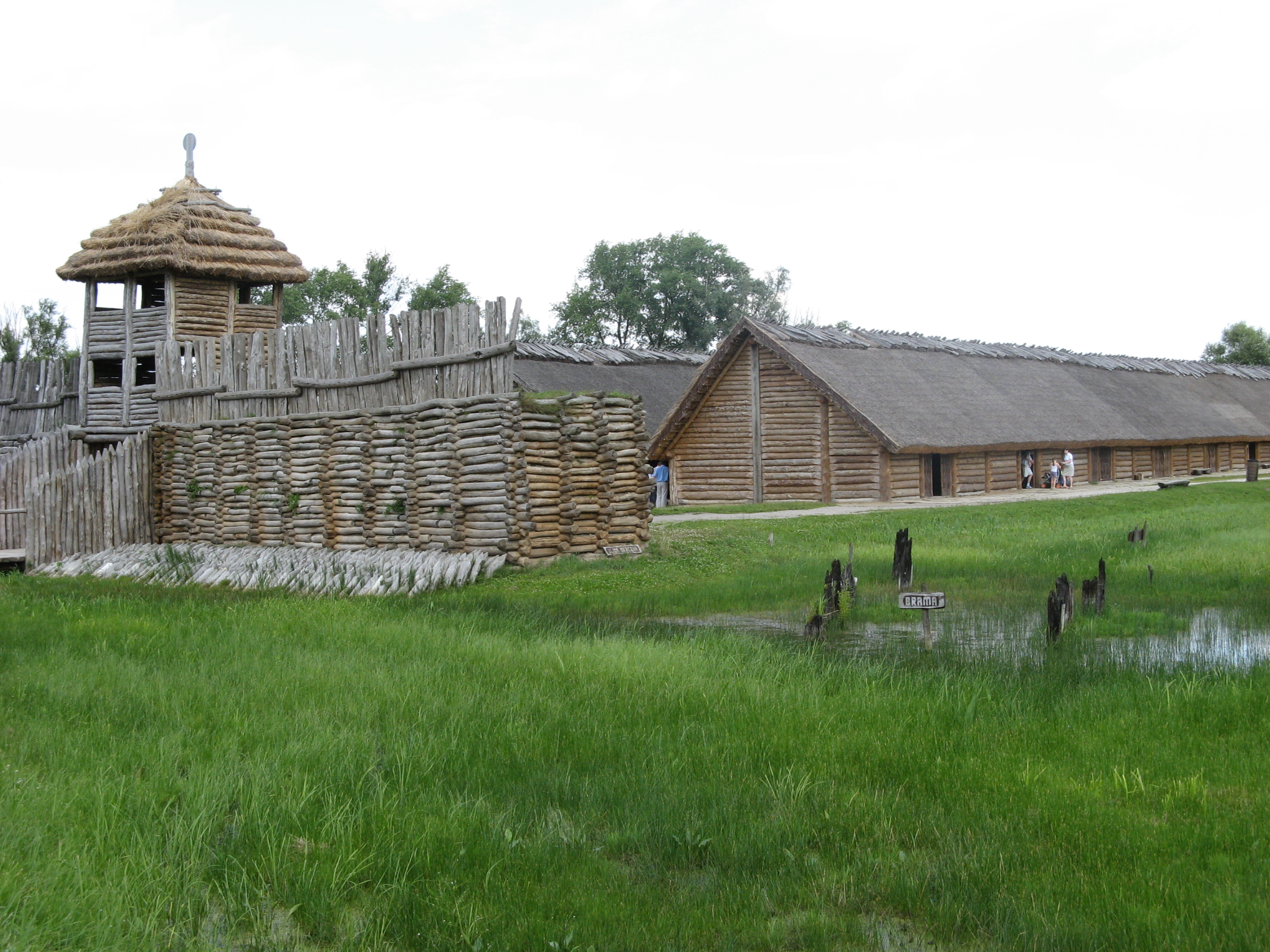
門と住居群
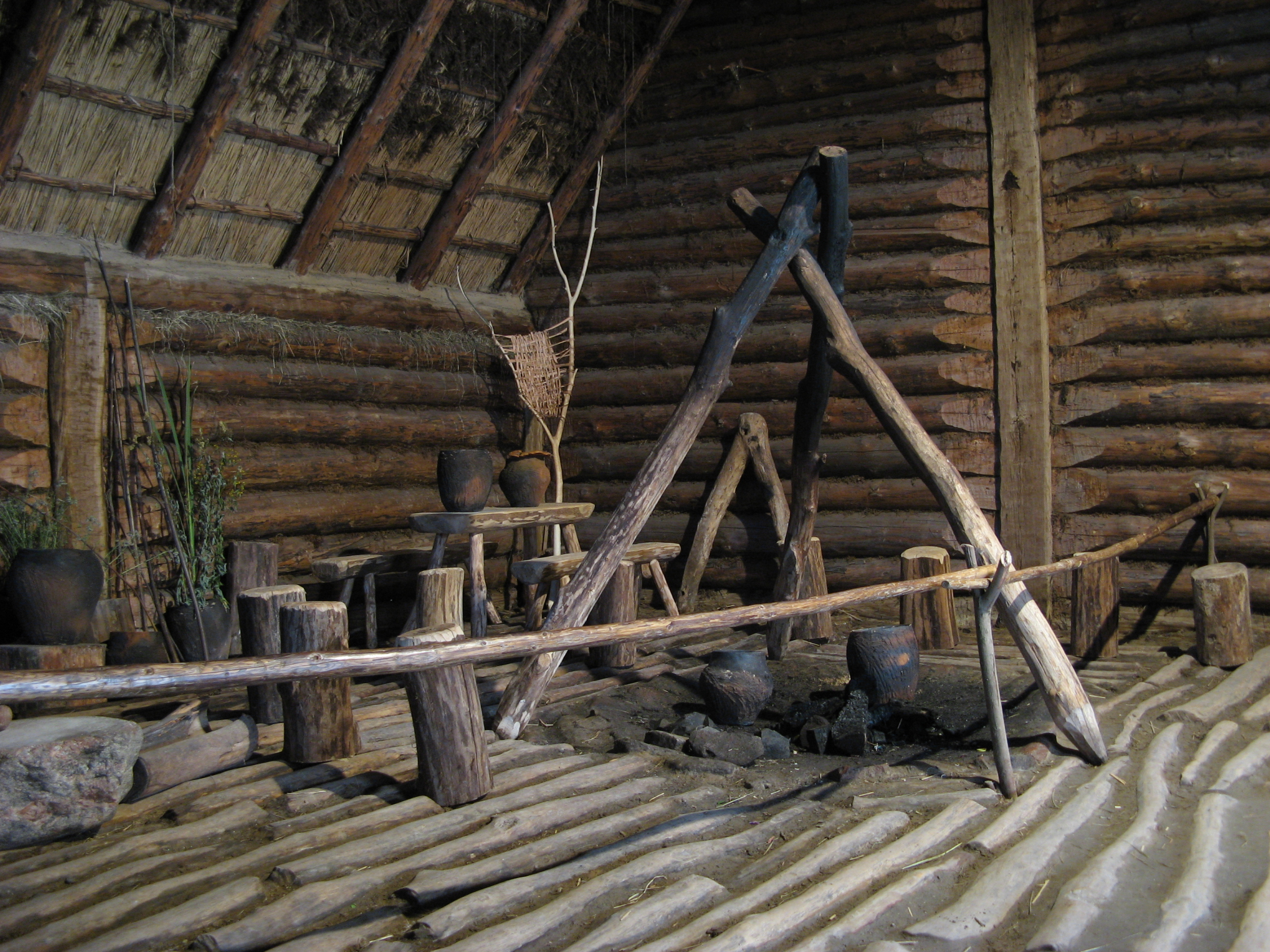
台所
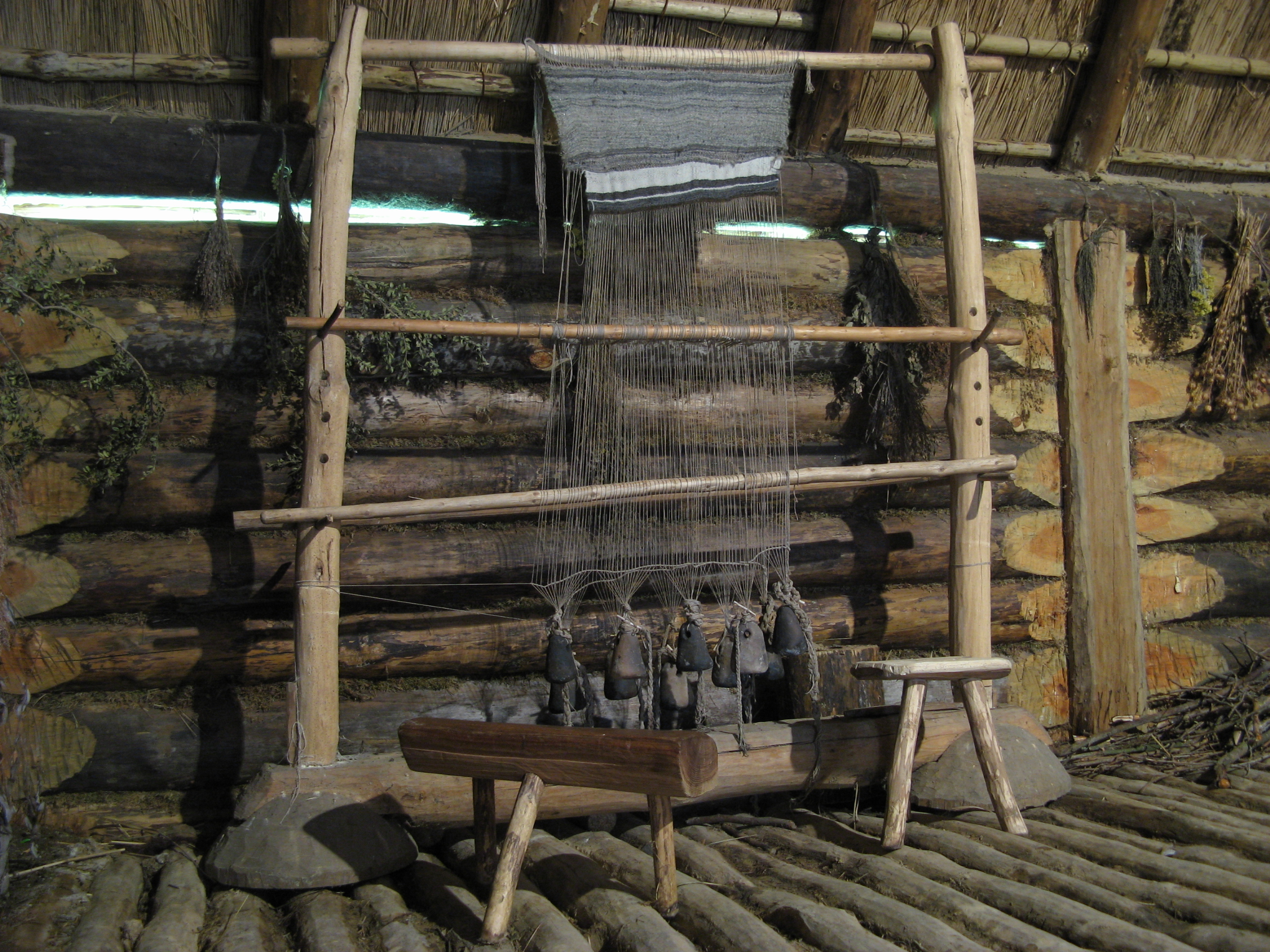
はた織り機
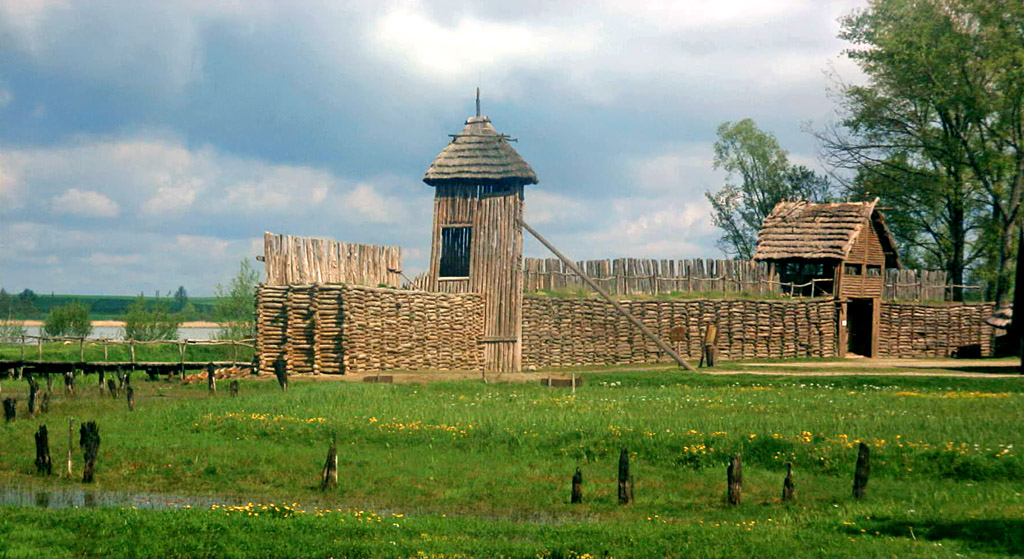
見張り台
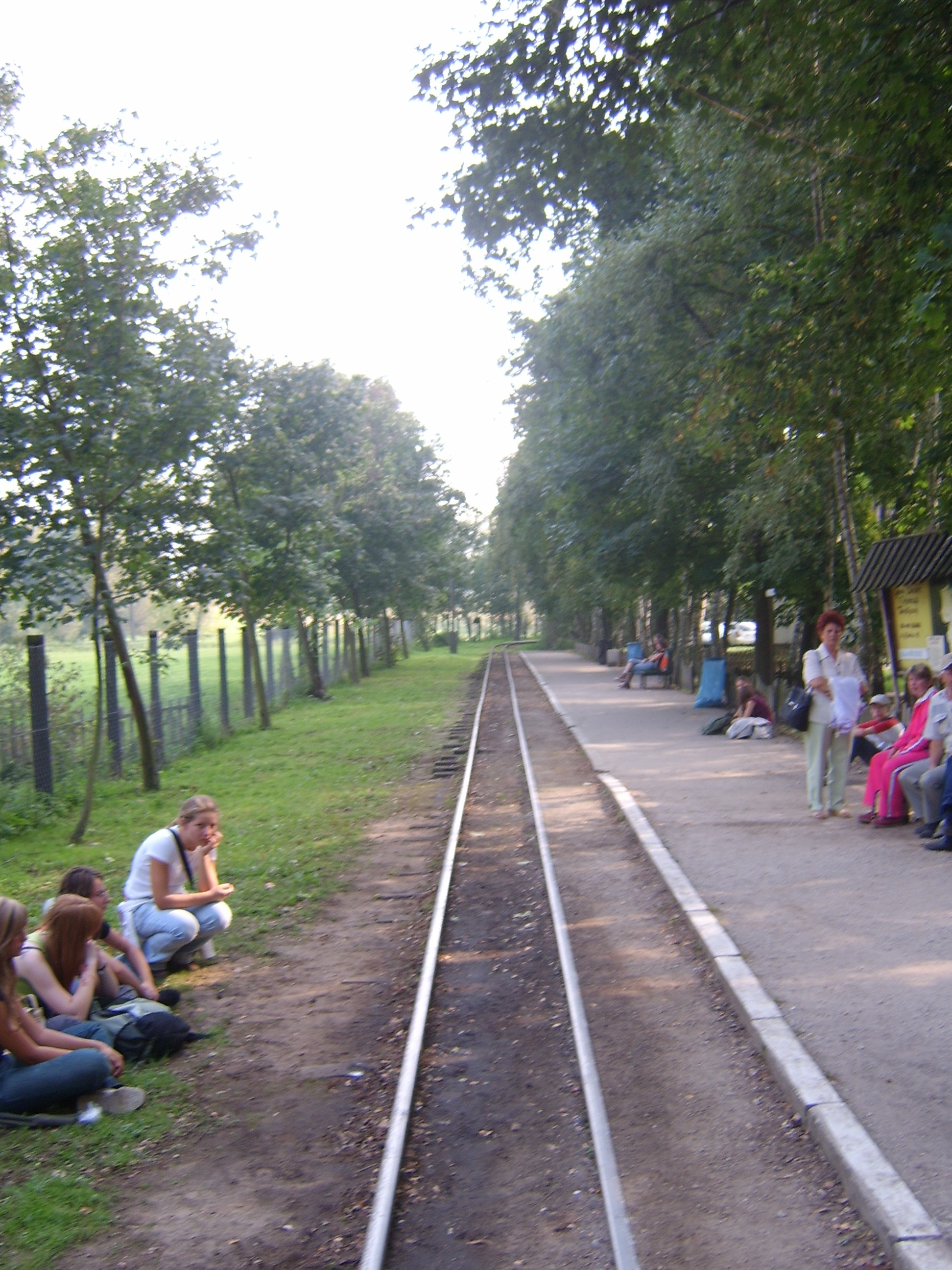
狭軌鉄道のビスクピン駅

### トルニ（Toruń）
第二次世界大戦の戦災を免れた美しい旧市街を中心とする「トルニの中世都市」はユネスコの世界遺産に登録されている。ドイツ騎士団に対抗し1440年に旧市街と新市街がそれぞれ自治領連合であるプロイセン同盟に加盟してポーランド王の庇護を受けるようになり、十三年戦争で1466年にポーランド王国がドイツ騎士団に勝利すると以後は同君連合連邦のポーランド・リトアニア連合のなかの自治都市として発展、1569年にはルブリン合同が成立し、トルニはより統一の進んだ国家であるポーランド・リトアニア共和国のうちのポーランド王国に正式加盟。地動説を唱えたコペルニクスの生誕地として有名で、生家が保存されている。トルニ観光局公式サイト（英語・ポーランド語）あり。市公式サイト（英語・ポーランド語・ドイツ語）あり。

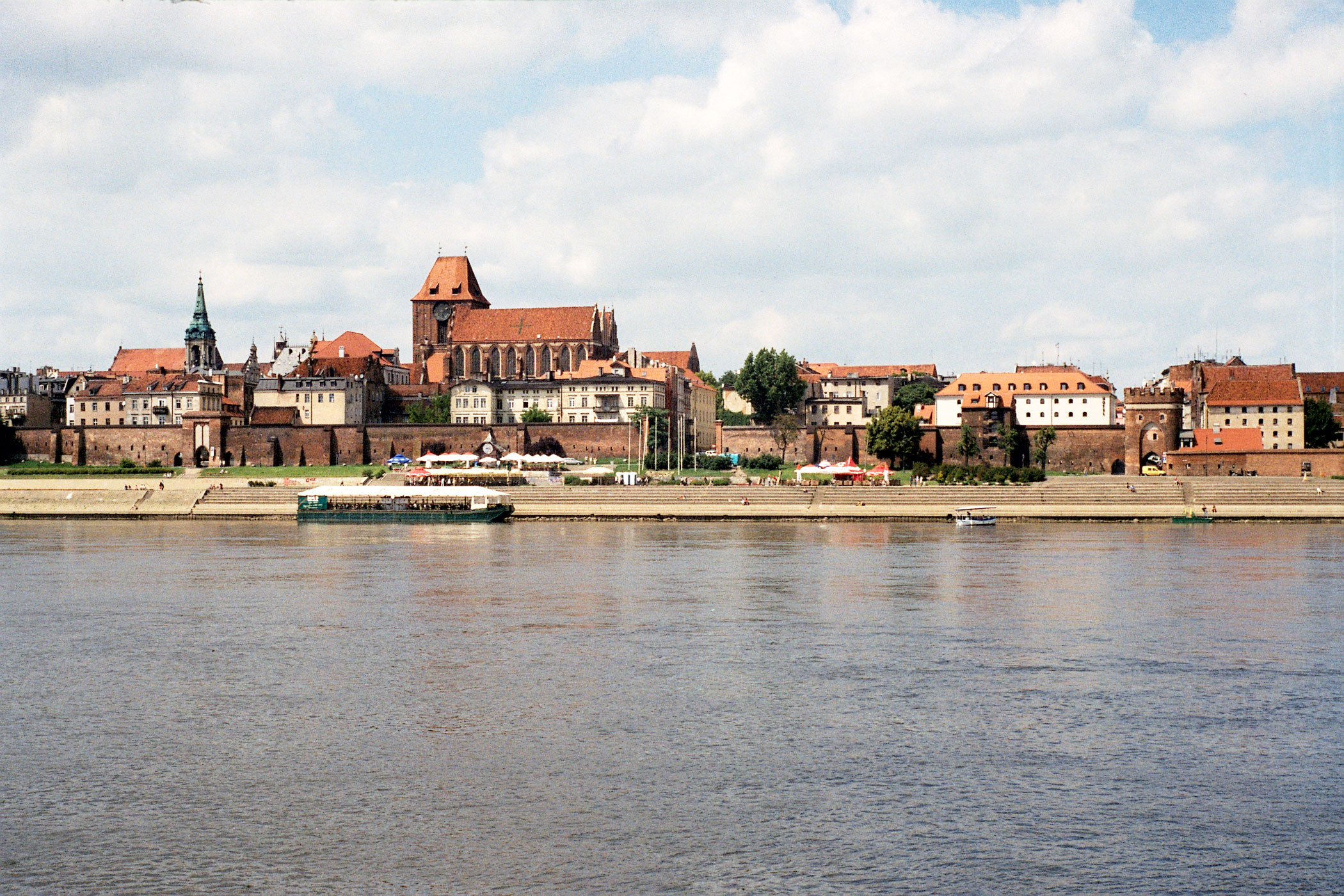
トルニ
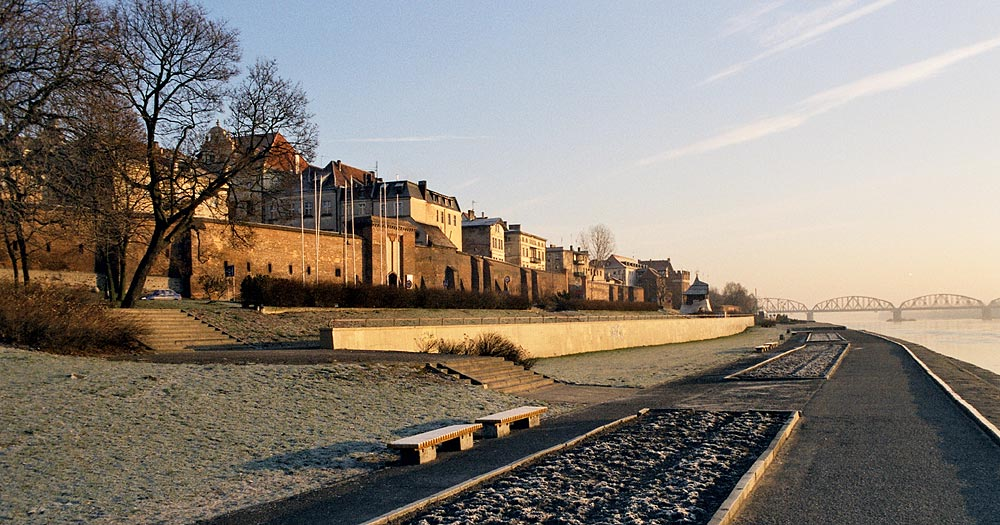
トルニ
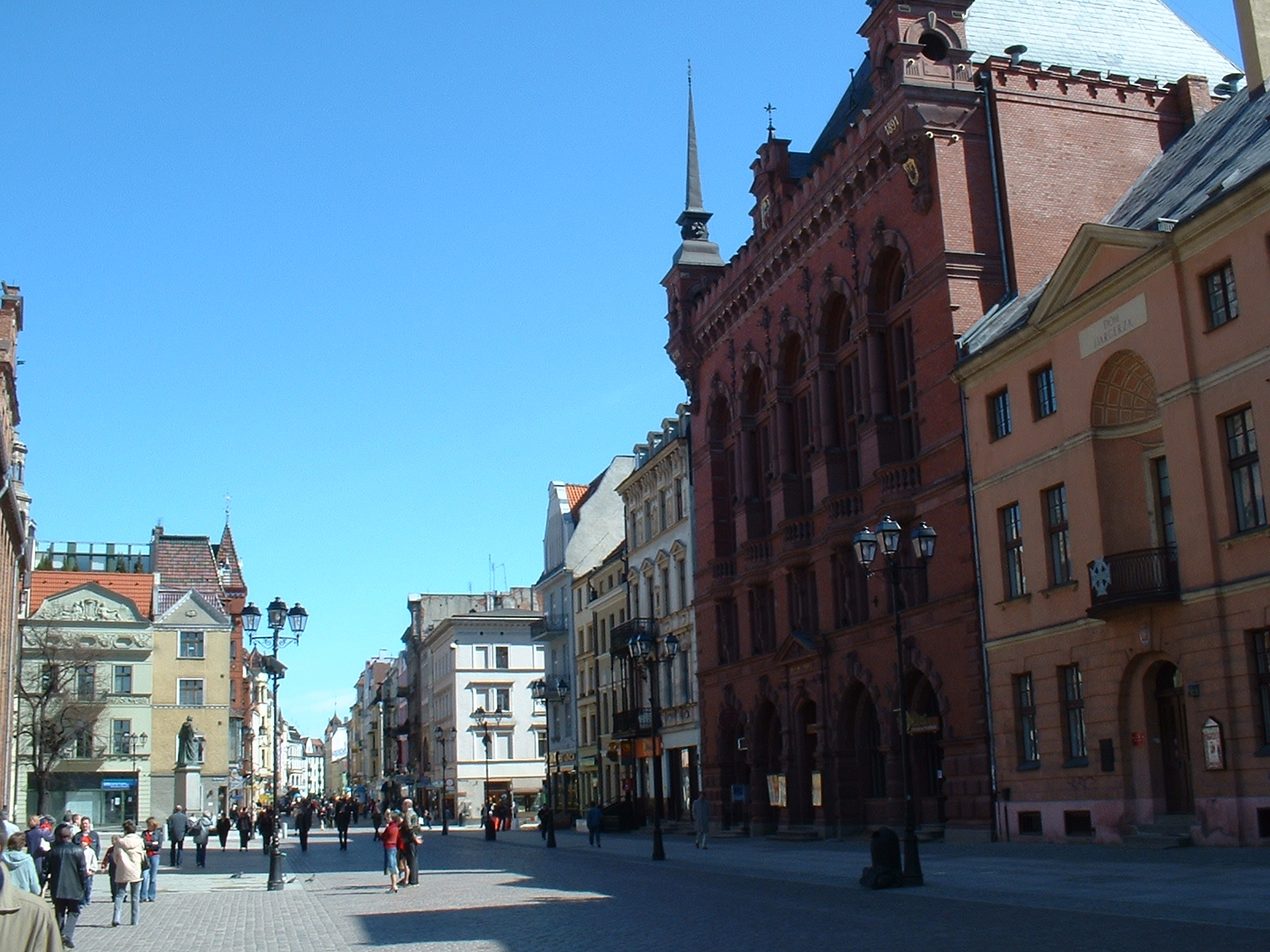
旧市街広場
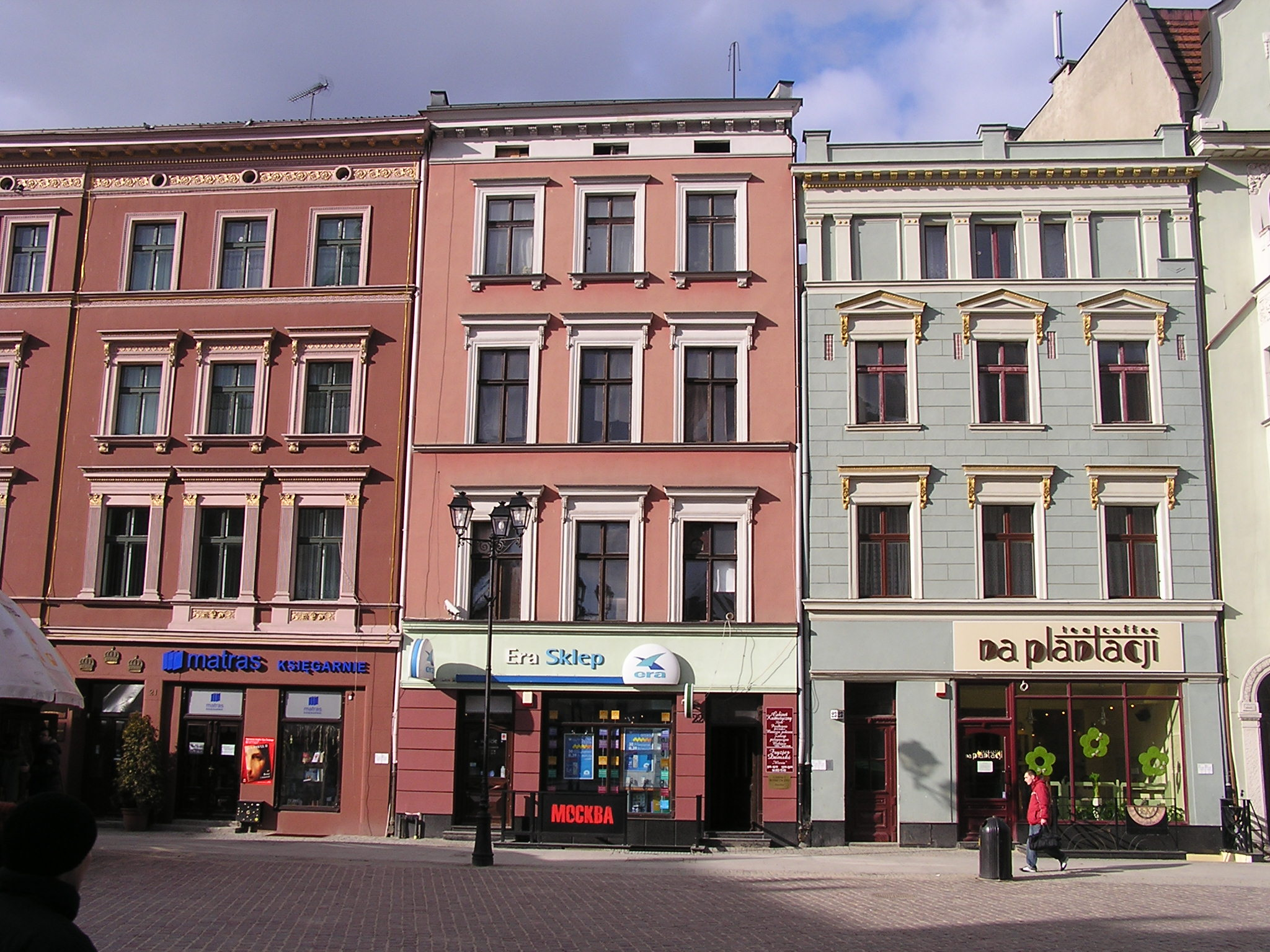
旧市街広場
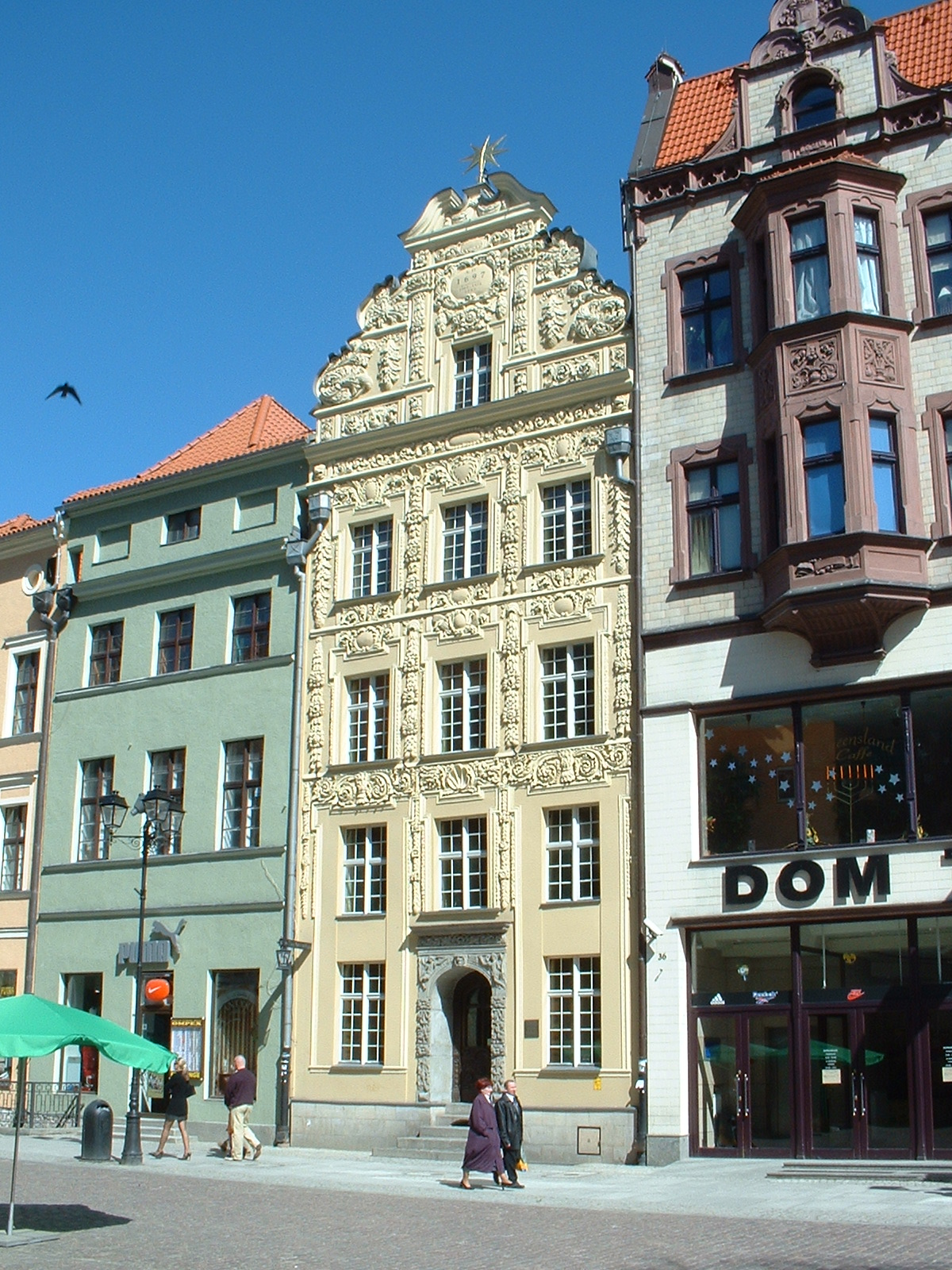
司教のバロック風の旧館
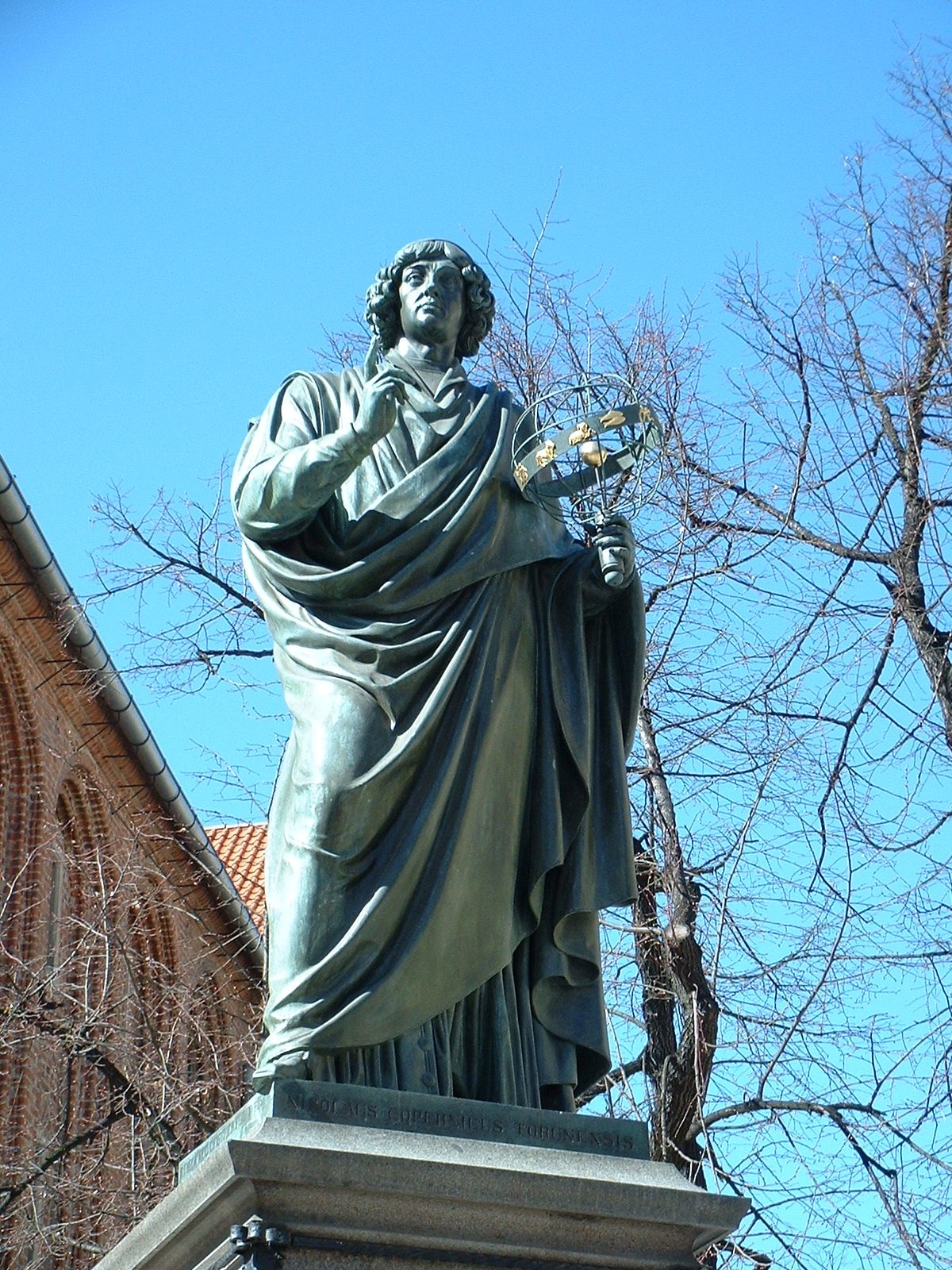
コペルニクス像
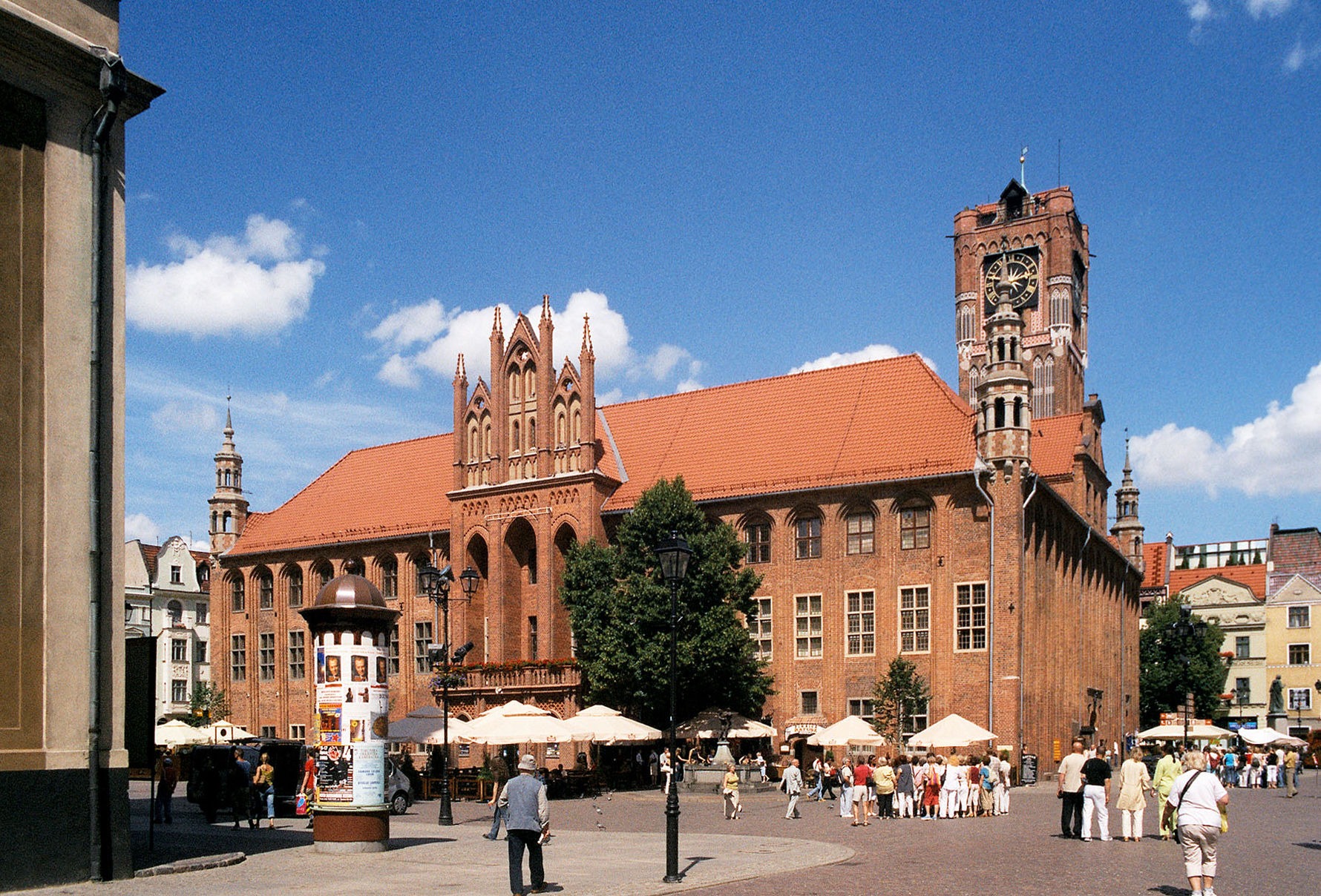
旧市庁舎
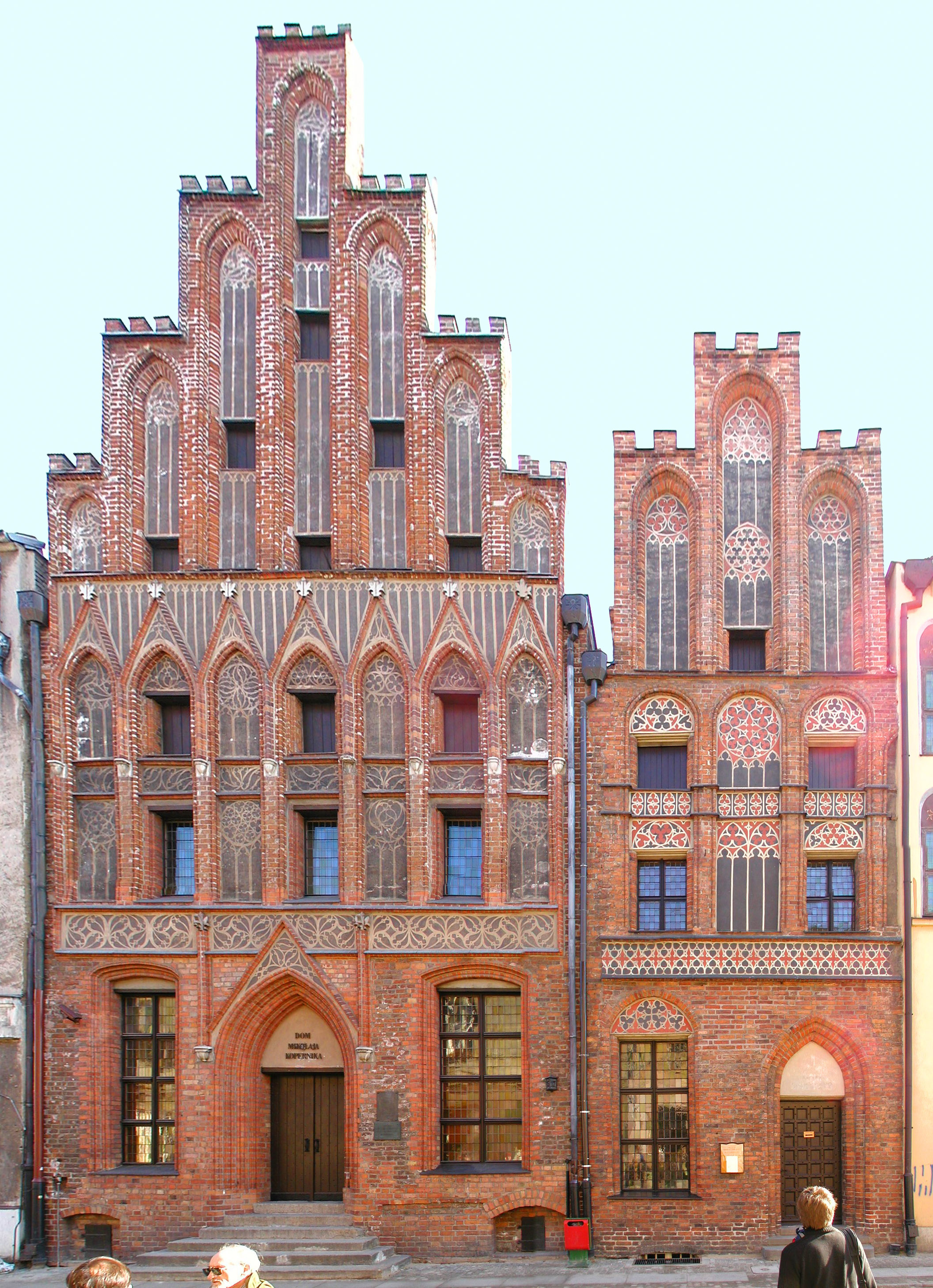
コペルニクスの生家
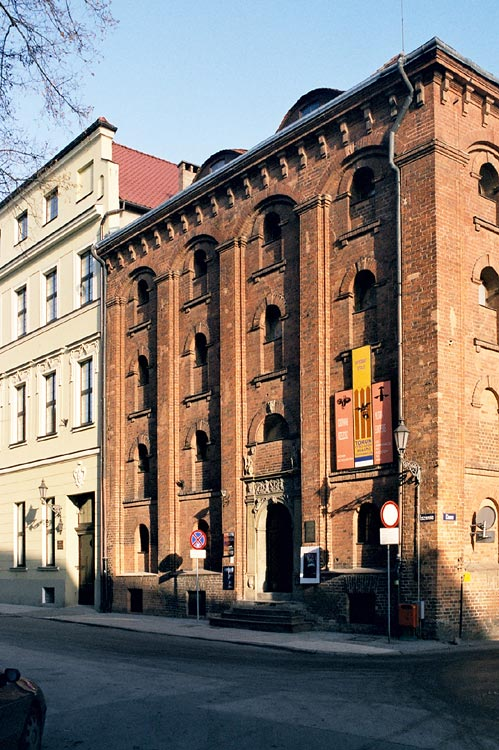
エスケン家の館
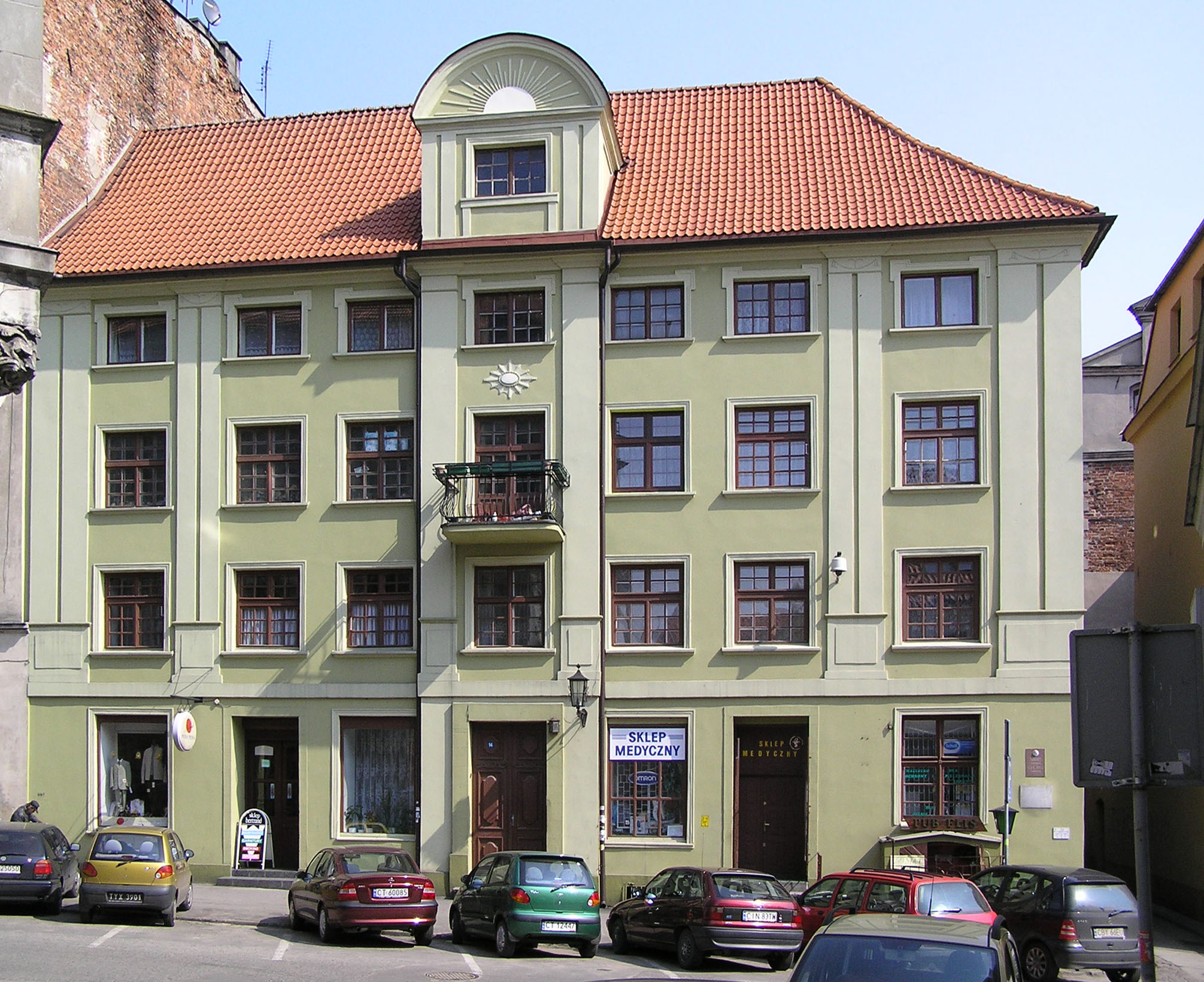
フェンガー家の館
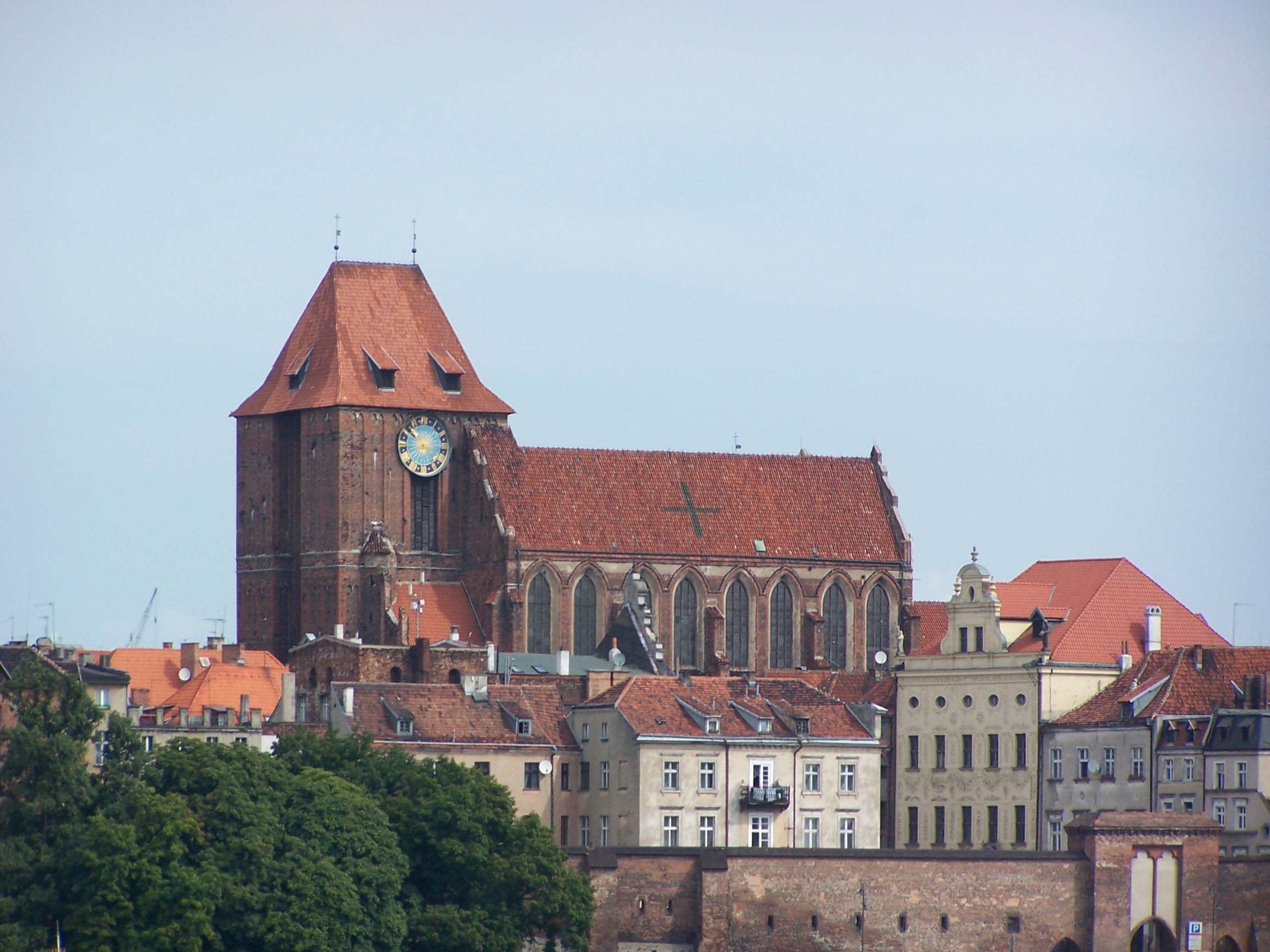
聖ヨハネ教会
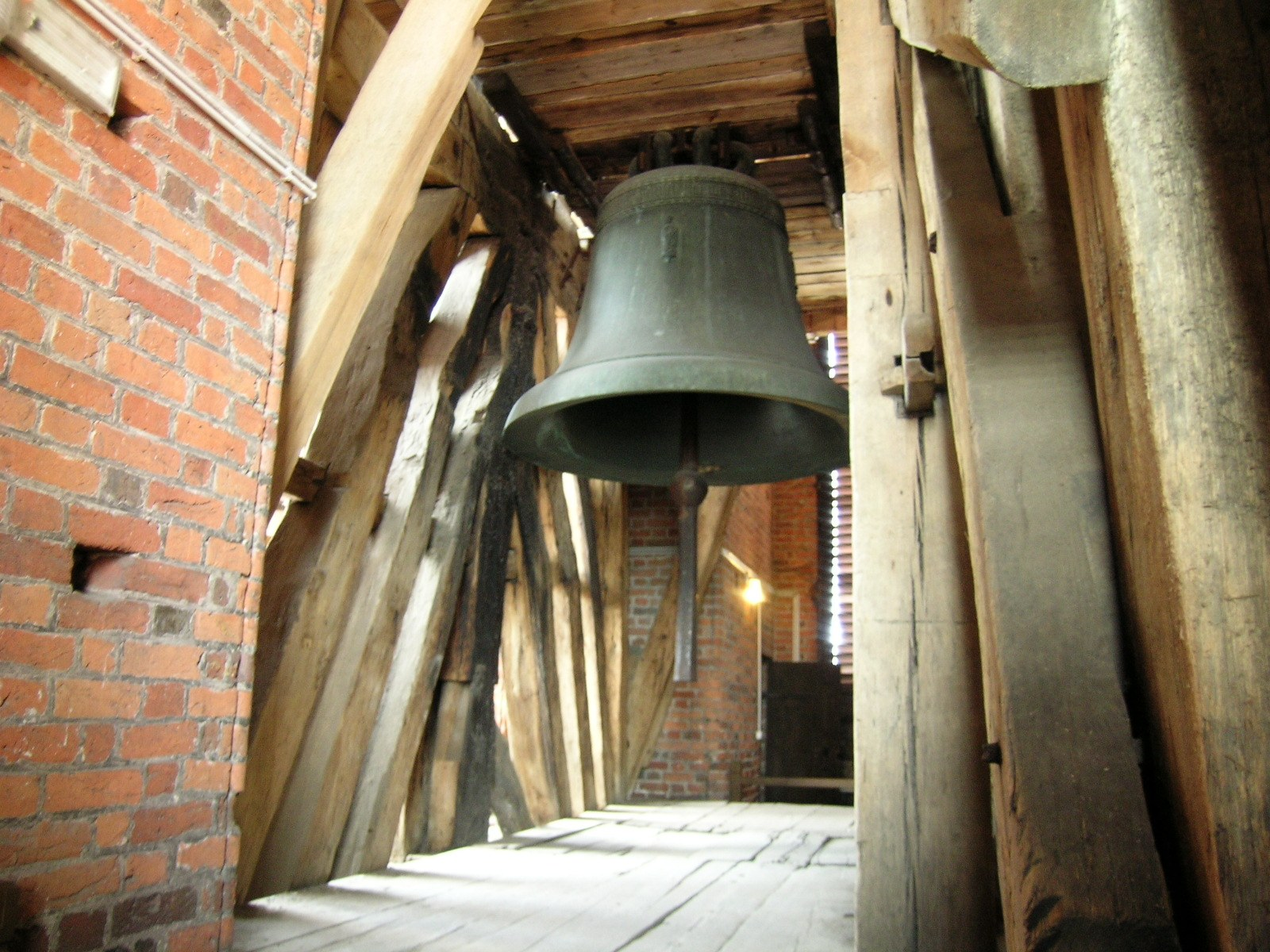
聖ヨハネ教会の鐘楼
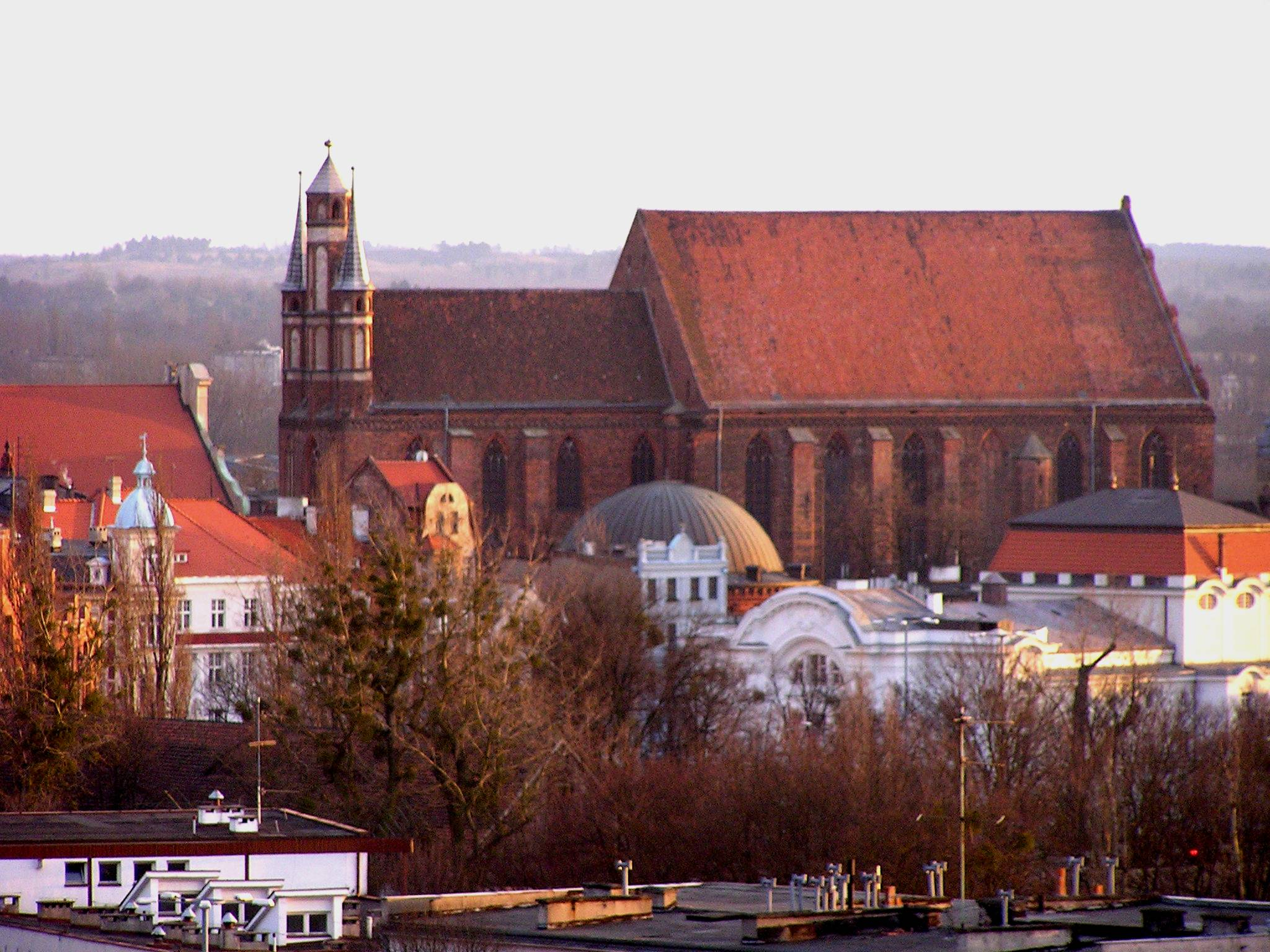
聖母マリア教会
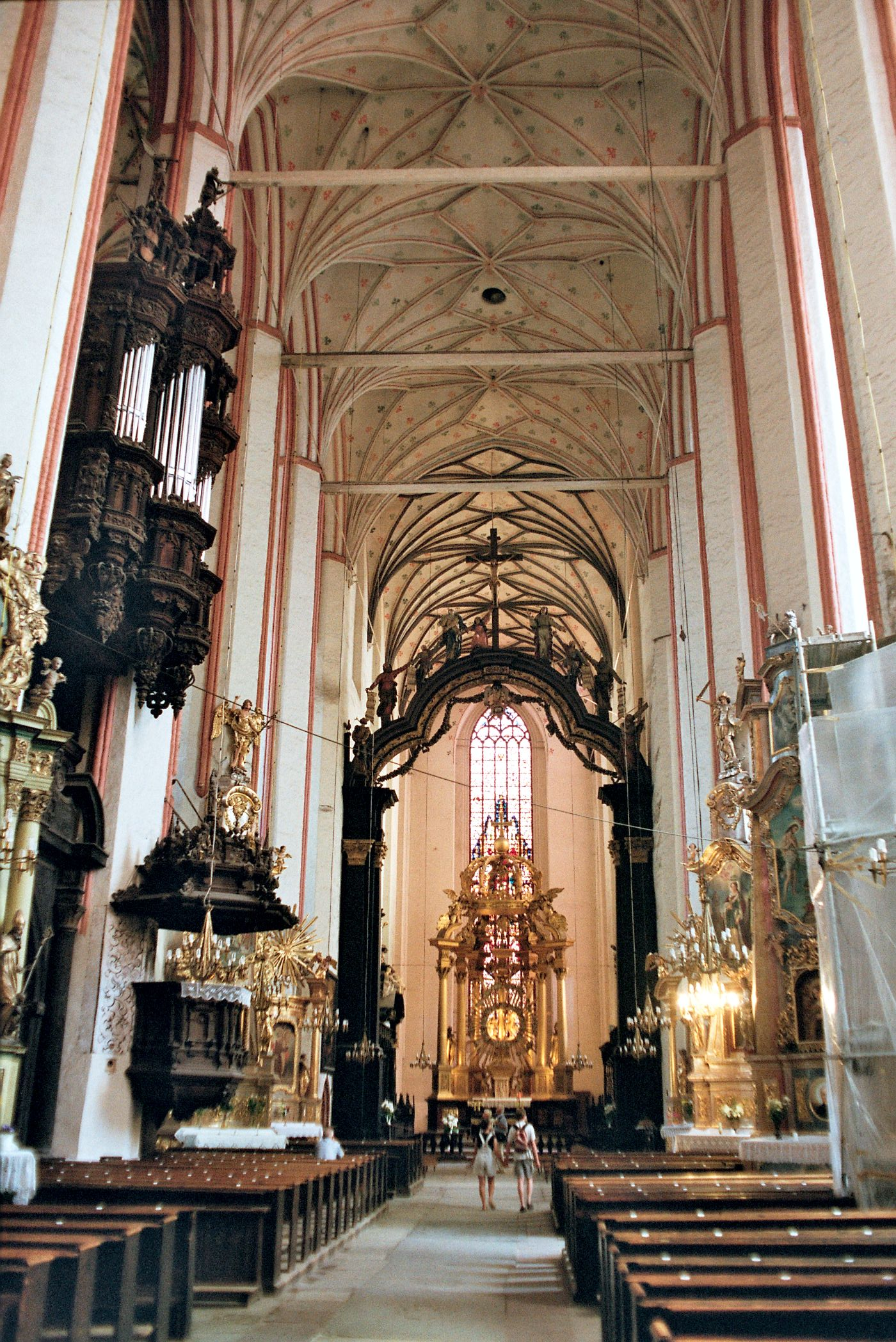
聖母マリア教会
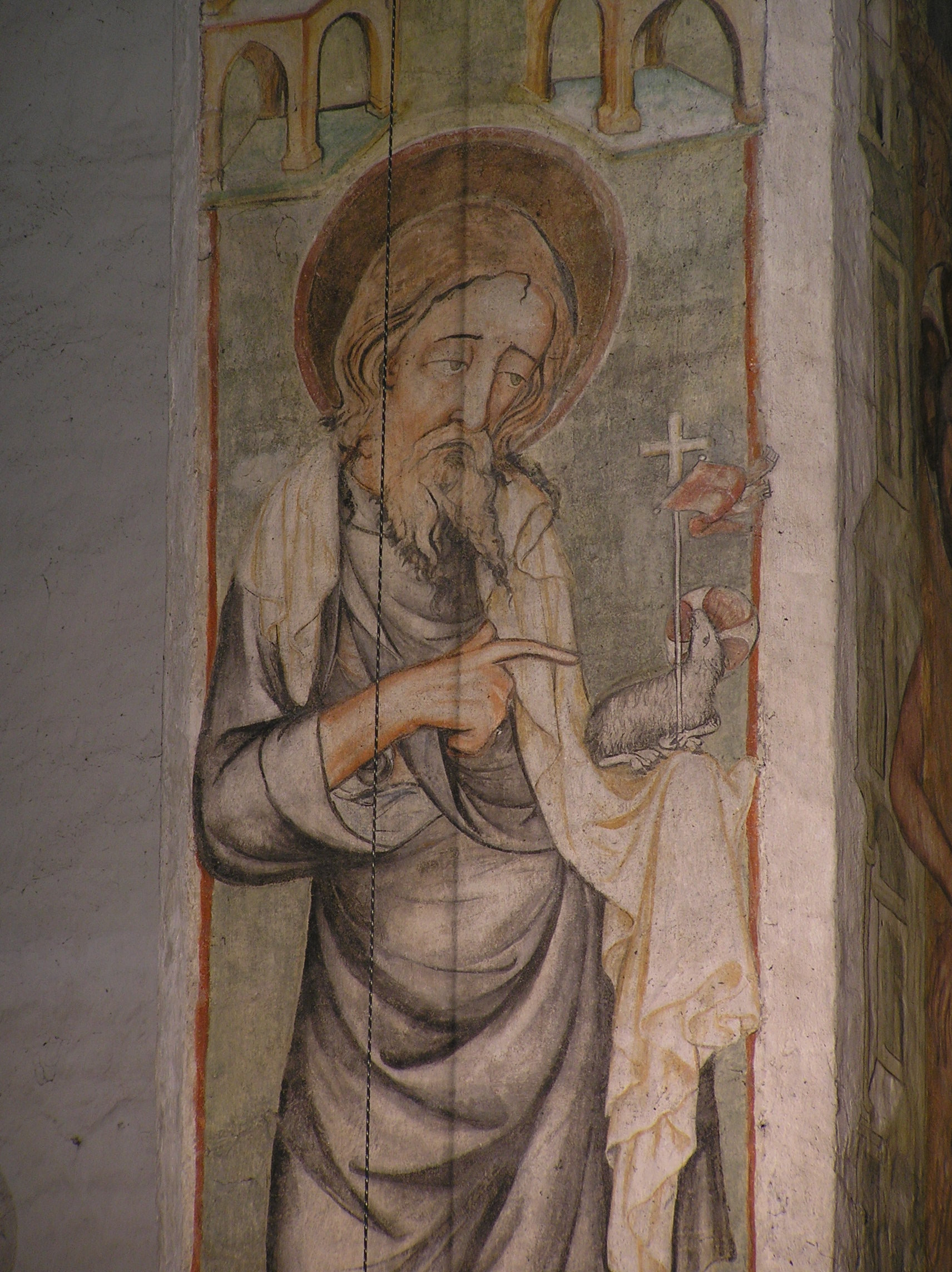
洗礼者ヨハネ
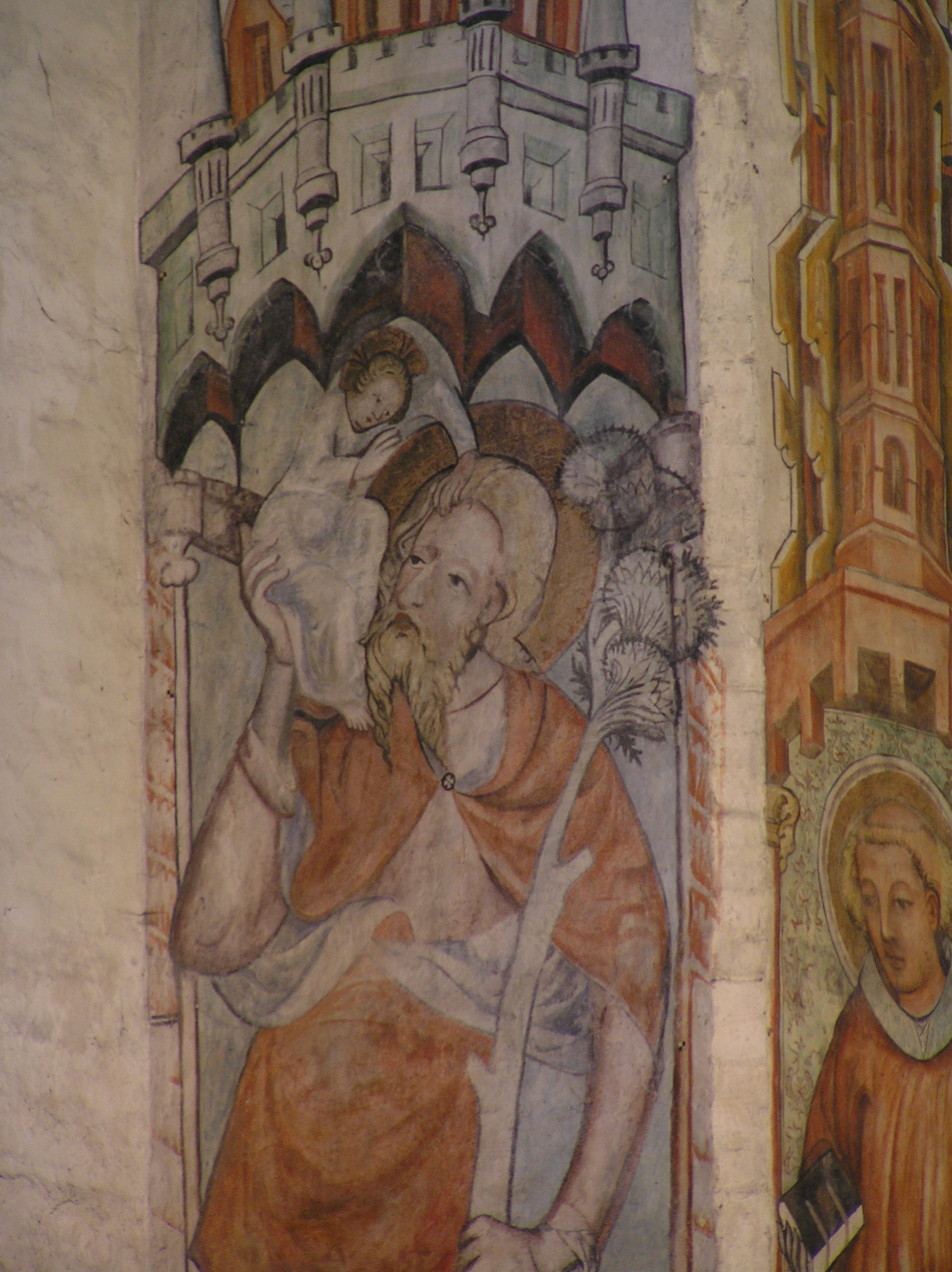
聖クリストフォロス
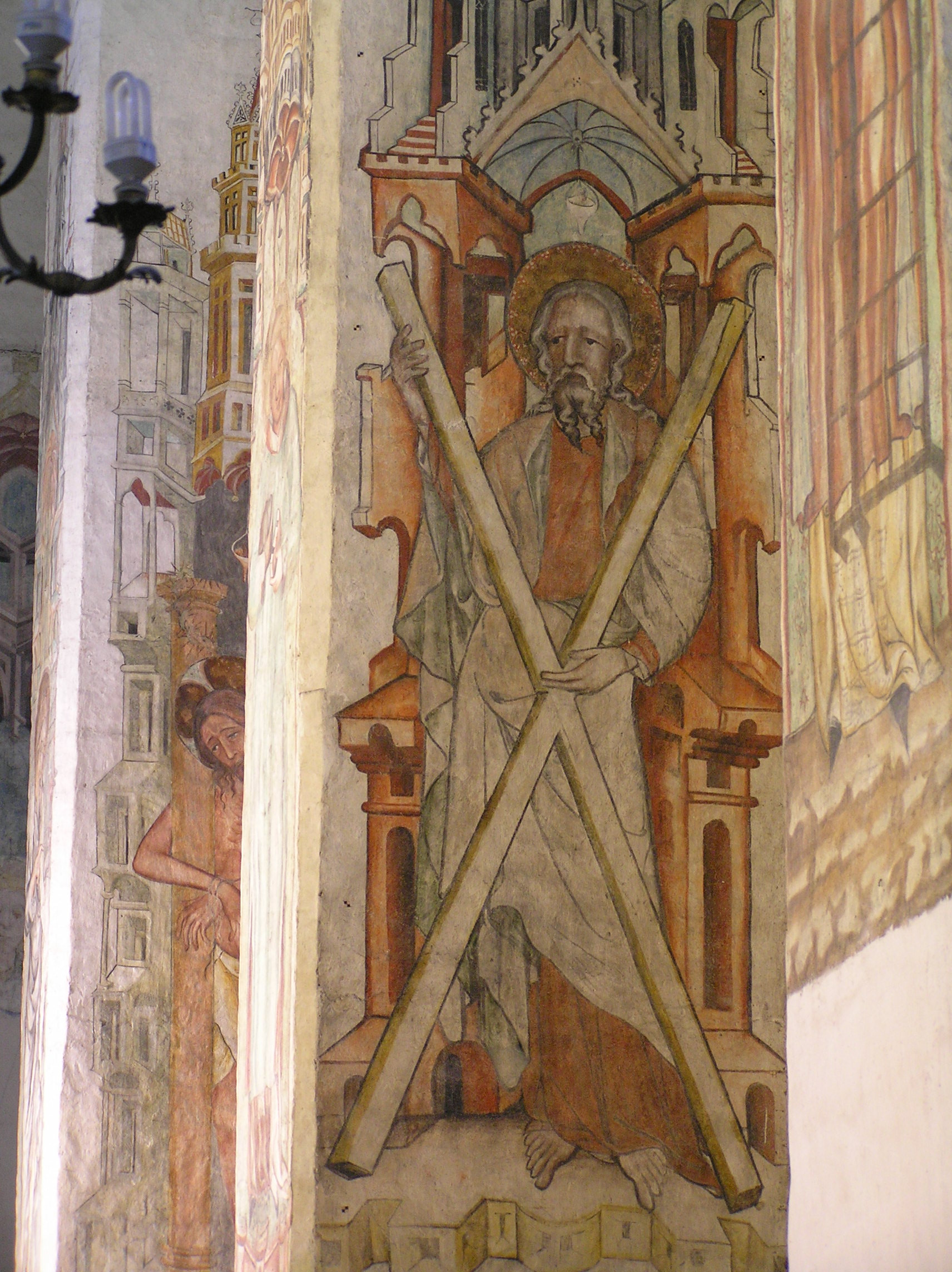
聖アンデレ
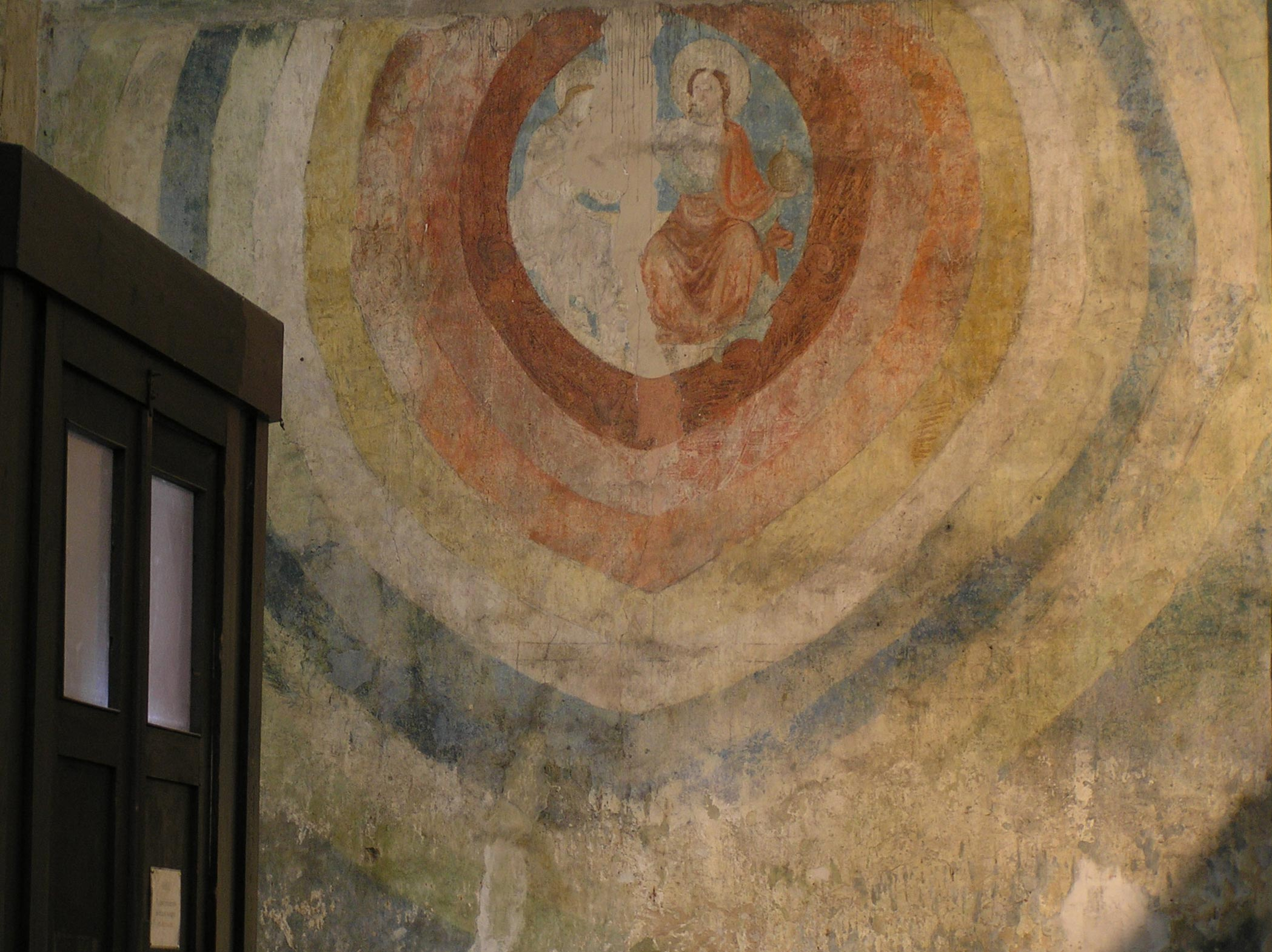
聖マリアの戴冠
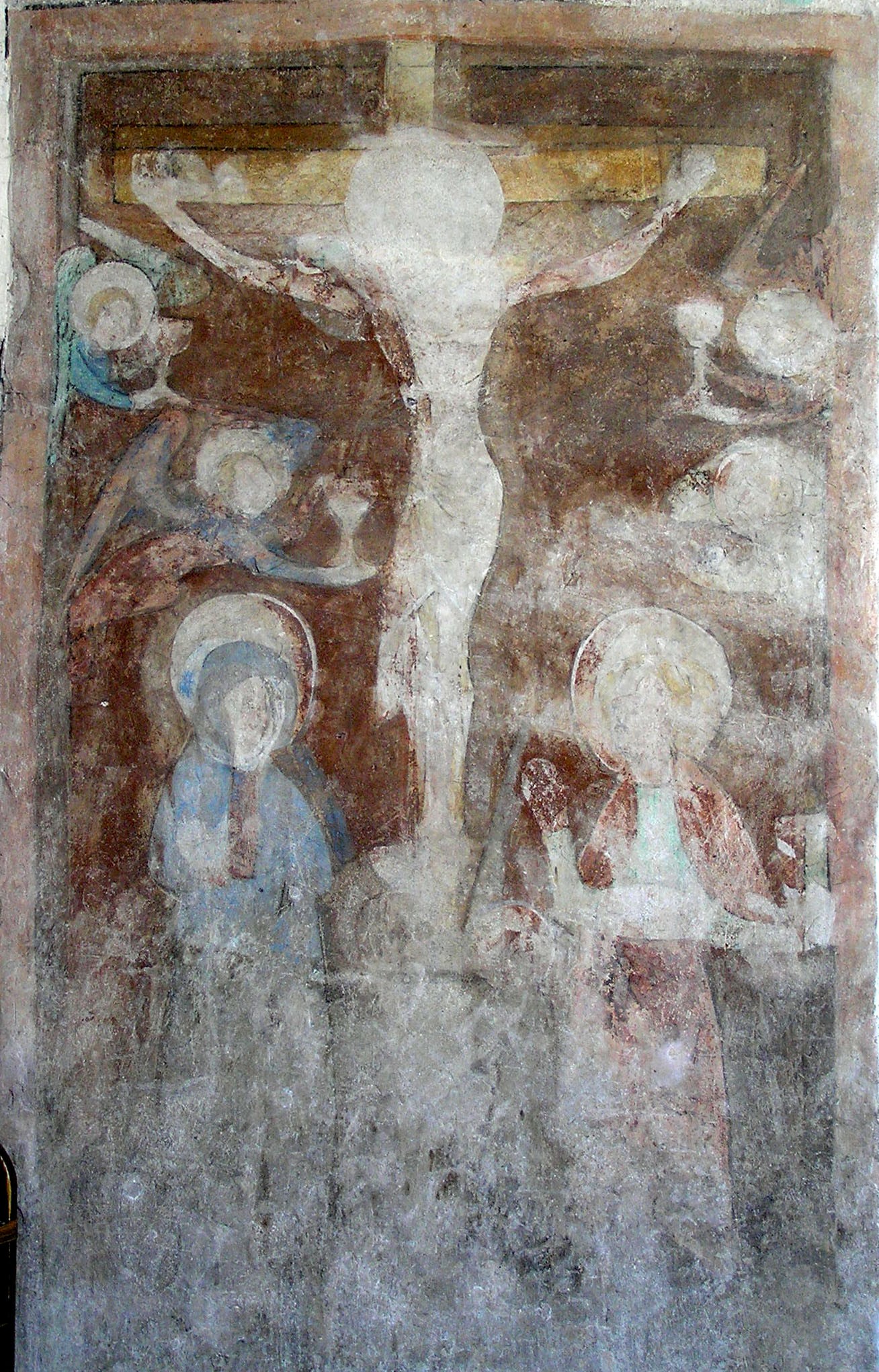
キリストの磔刑
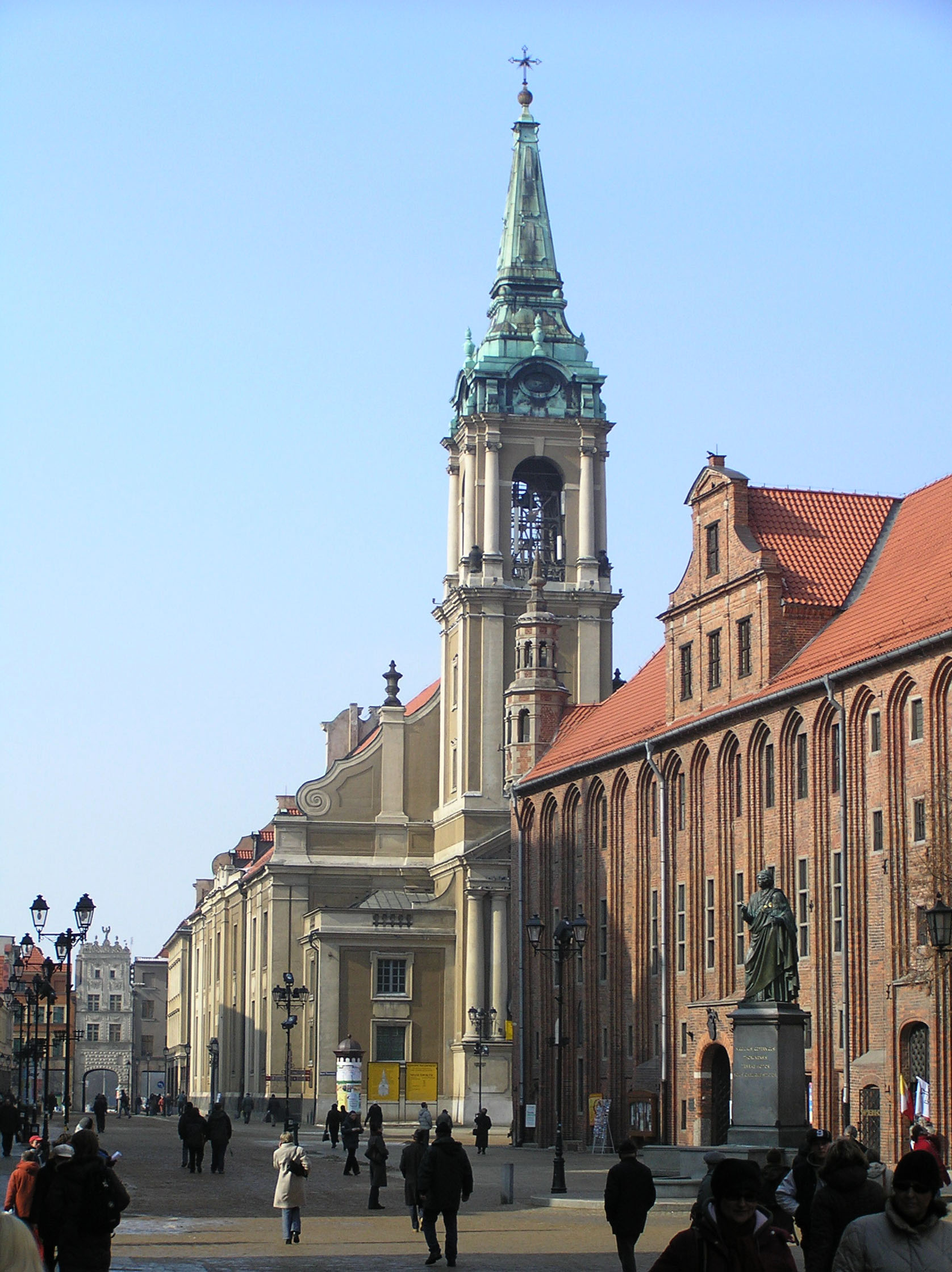
旧市庁舎と聖霊教会
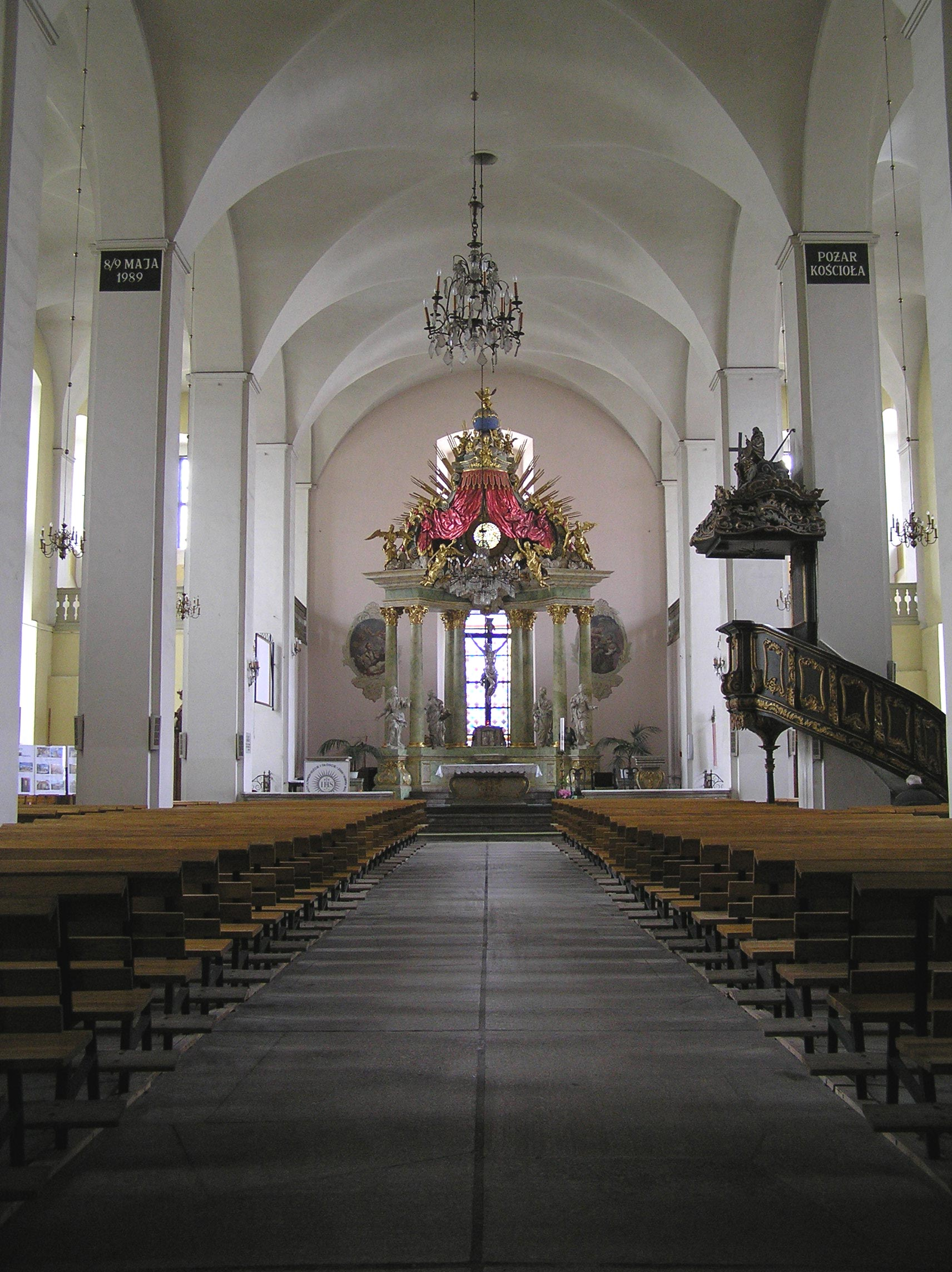
聖霊教会
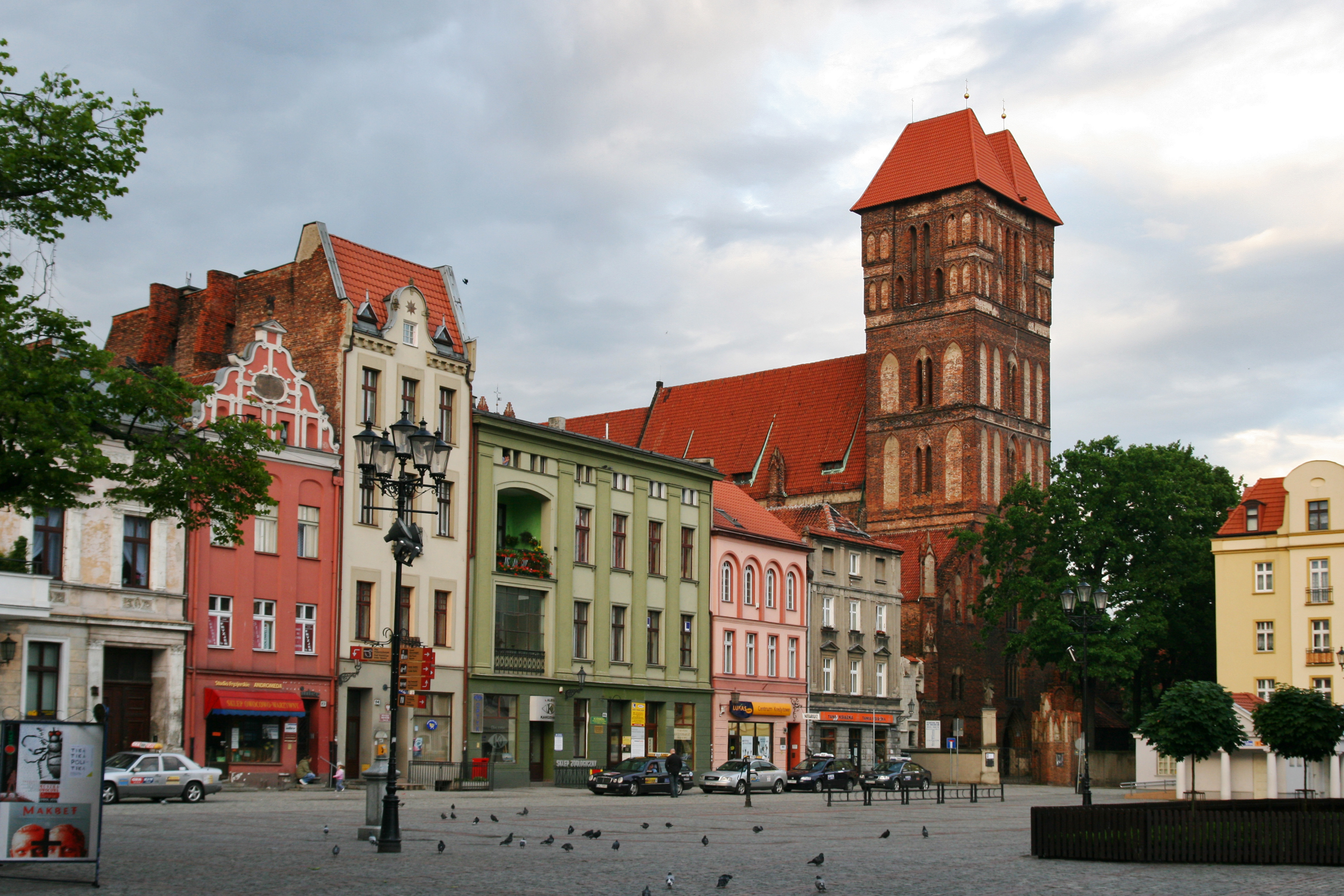
聖ヤコブ教会
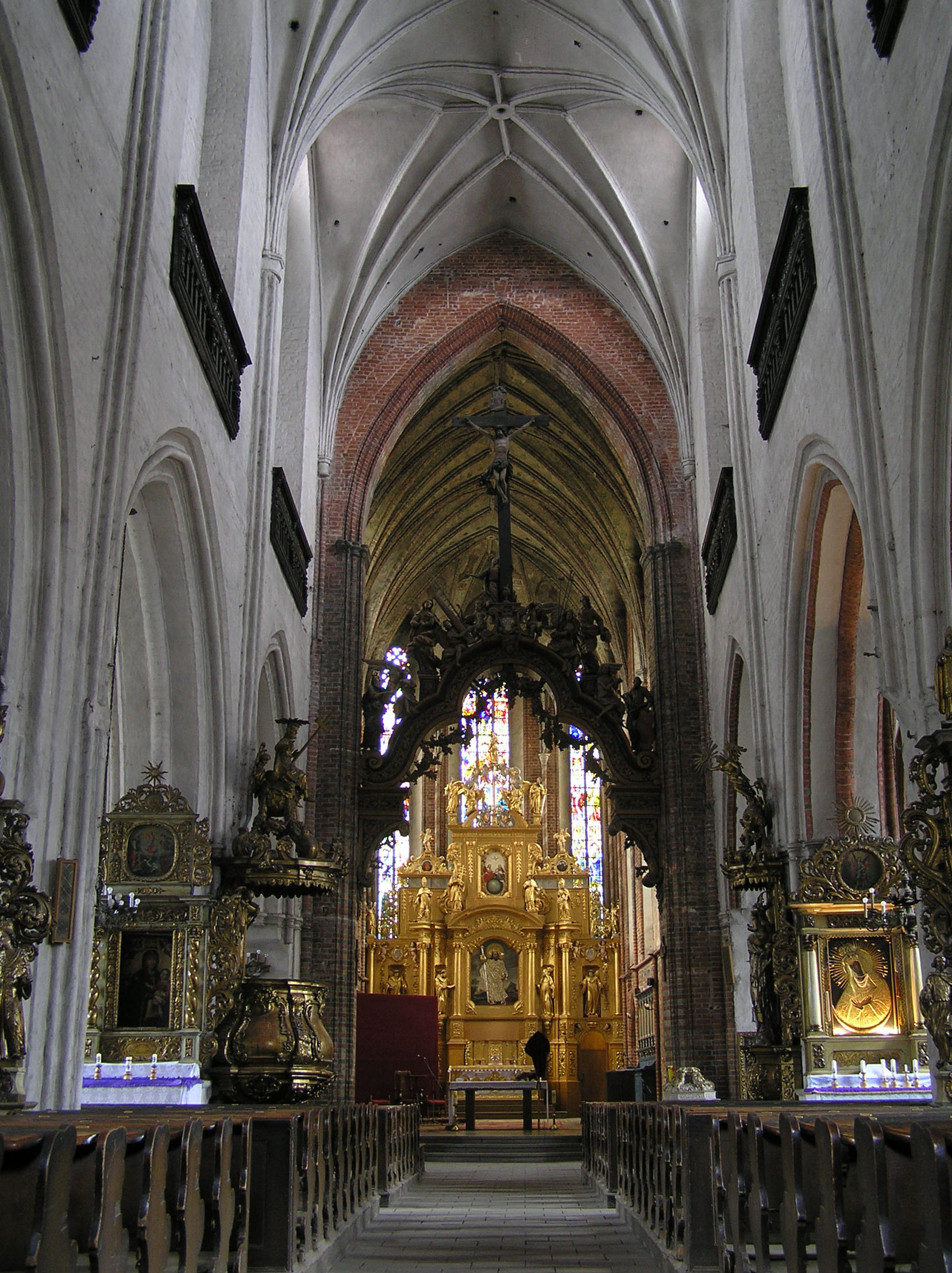
聖ヤコブ教会
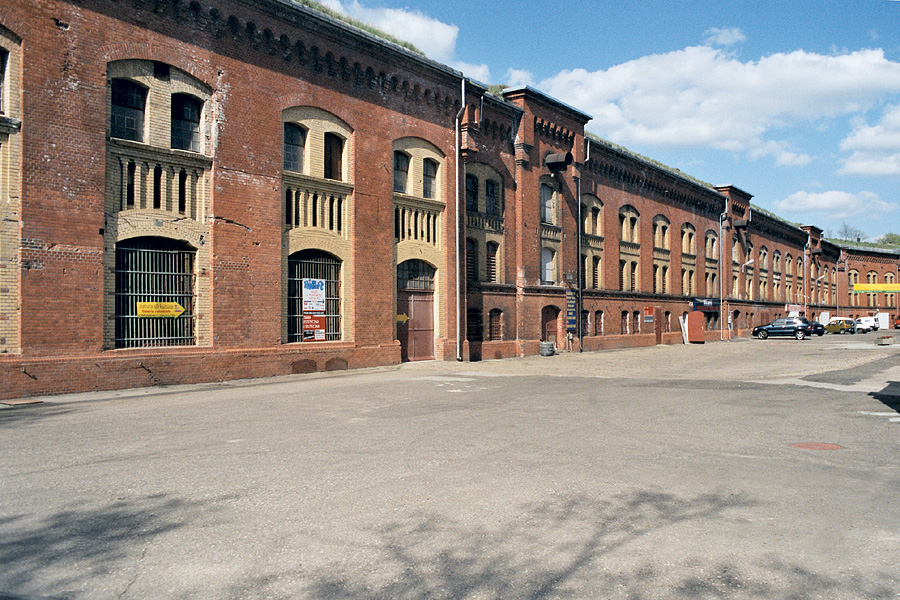
旧市街城壁兼旧パン製造所兼旧倉庫
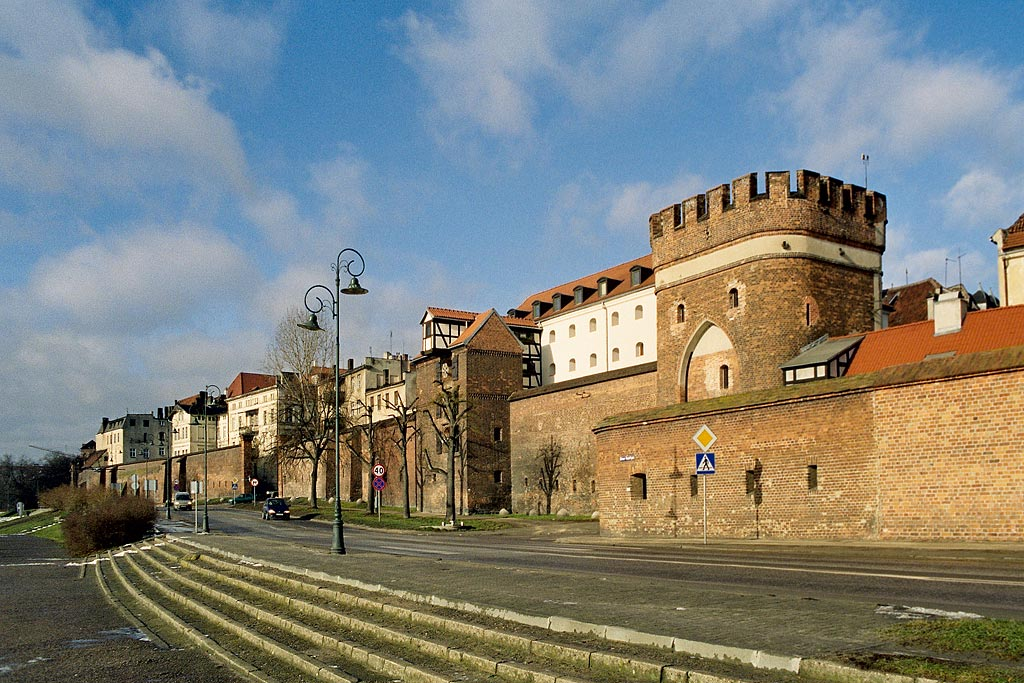
旧市街「橋側門」
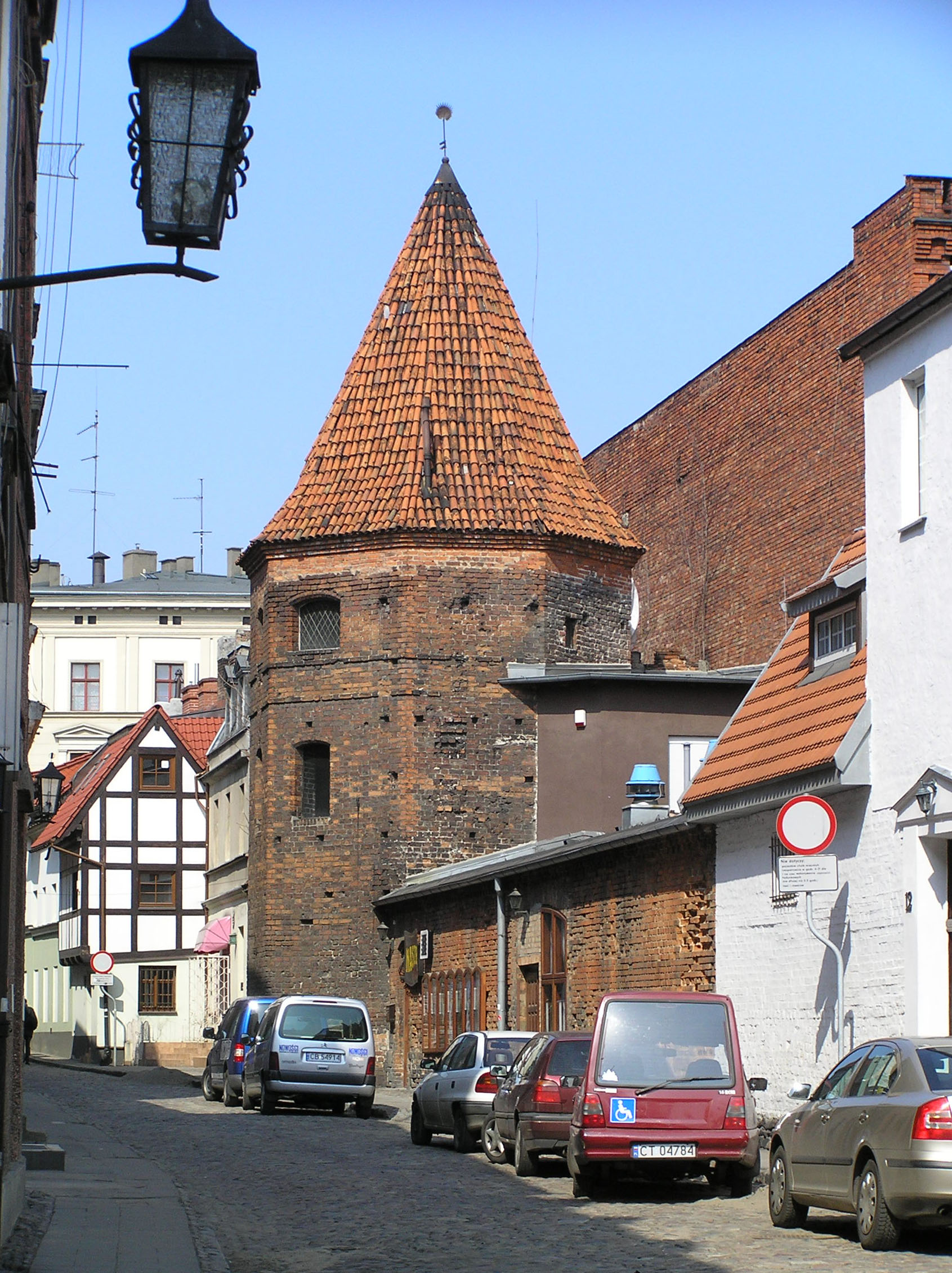
聖体顕示台兼見張り台
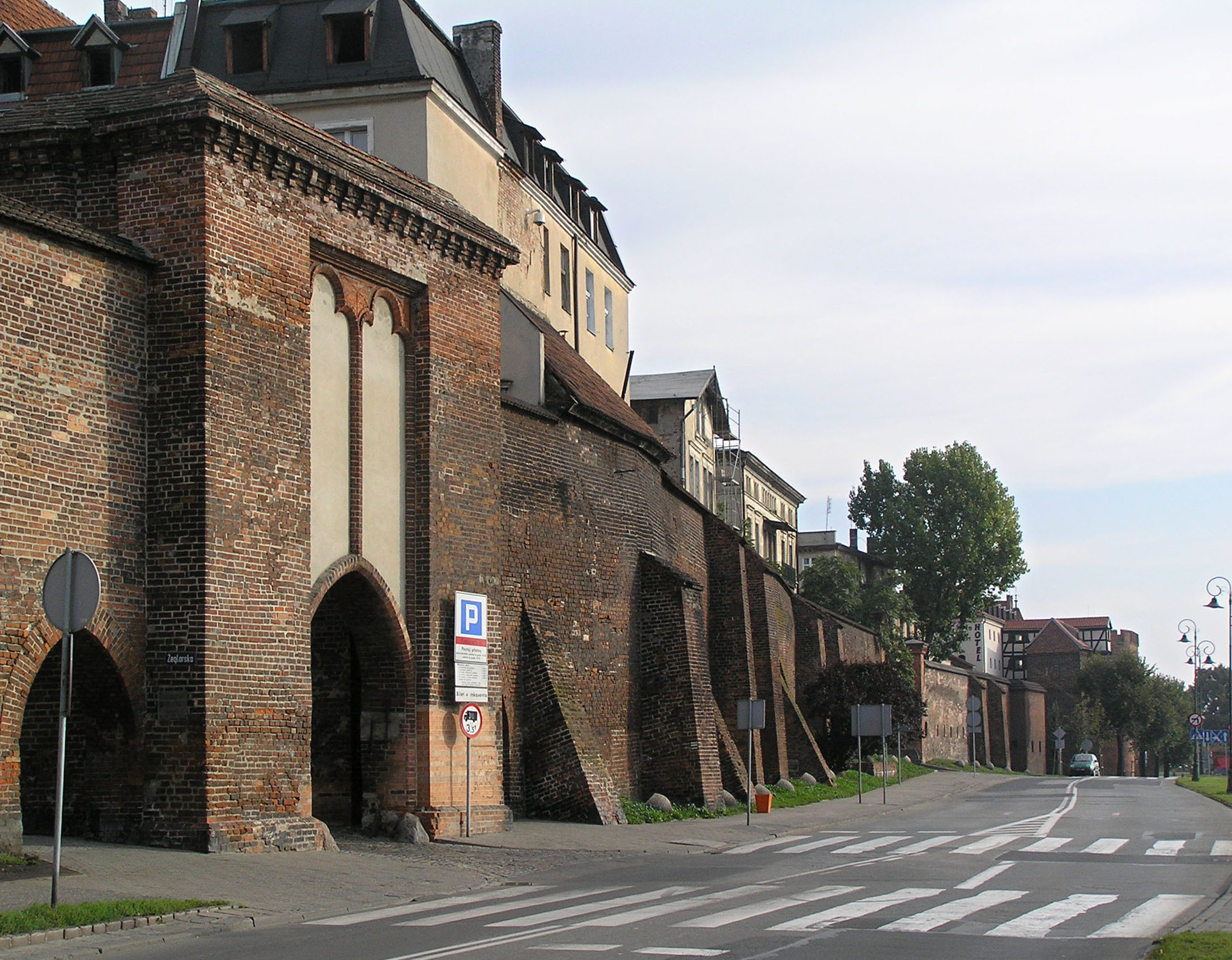
旧市街「ジェグラルスカ門」
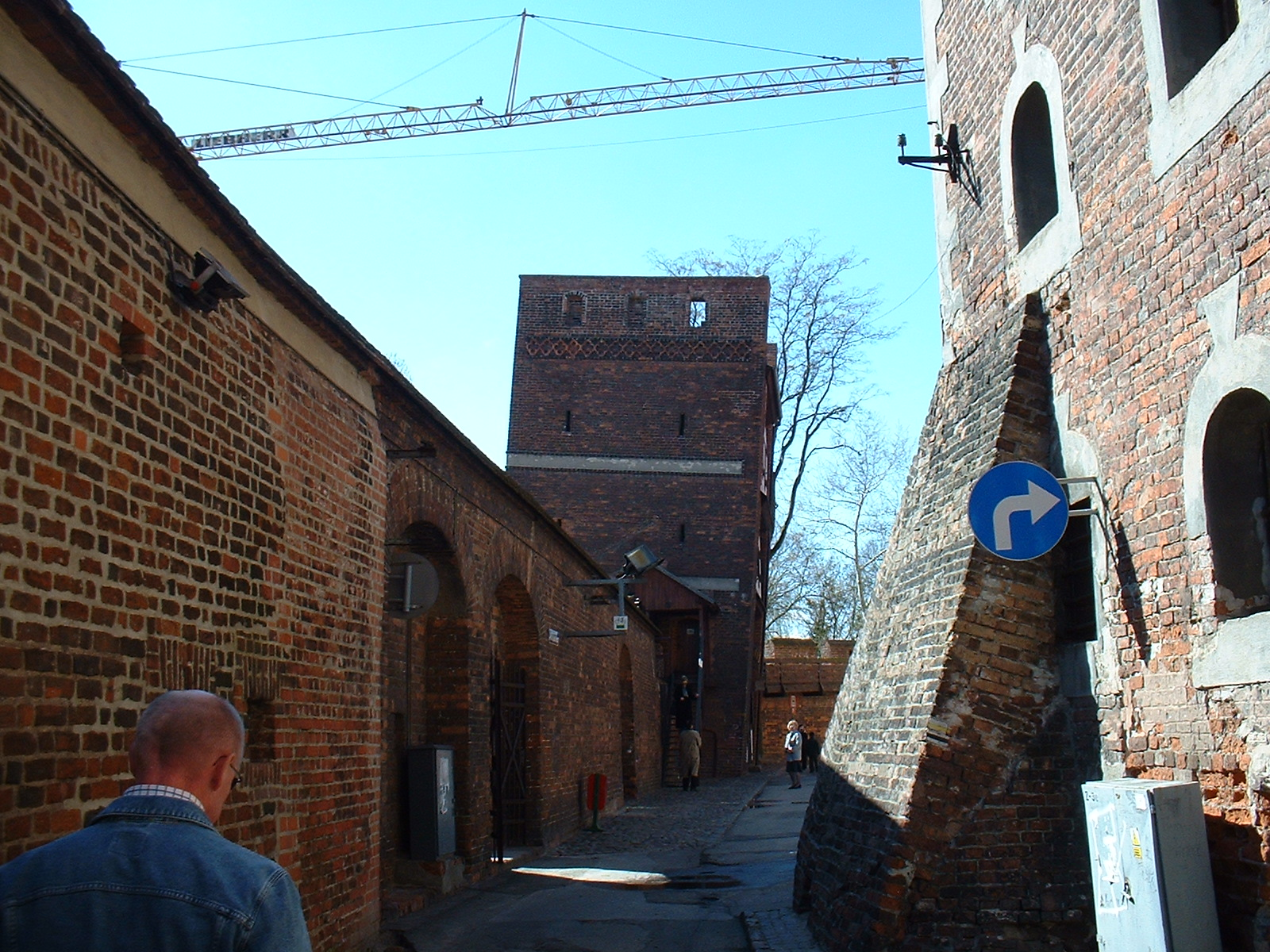
斜塔
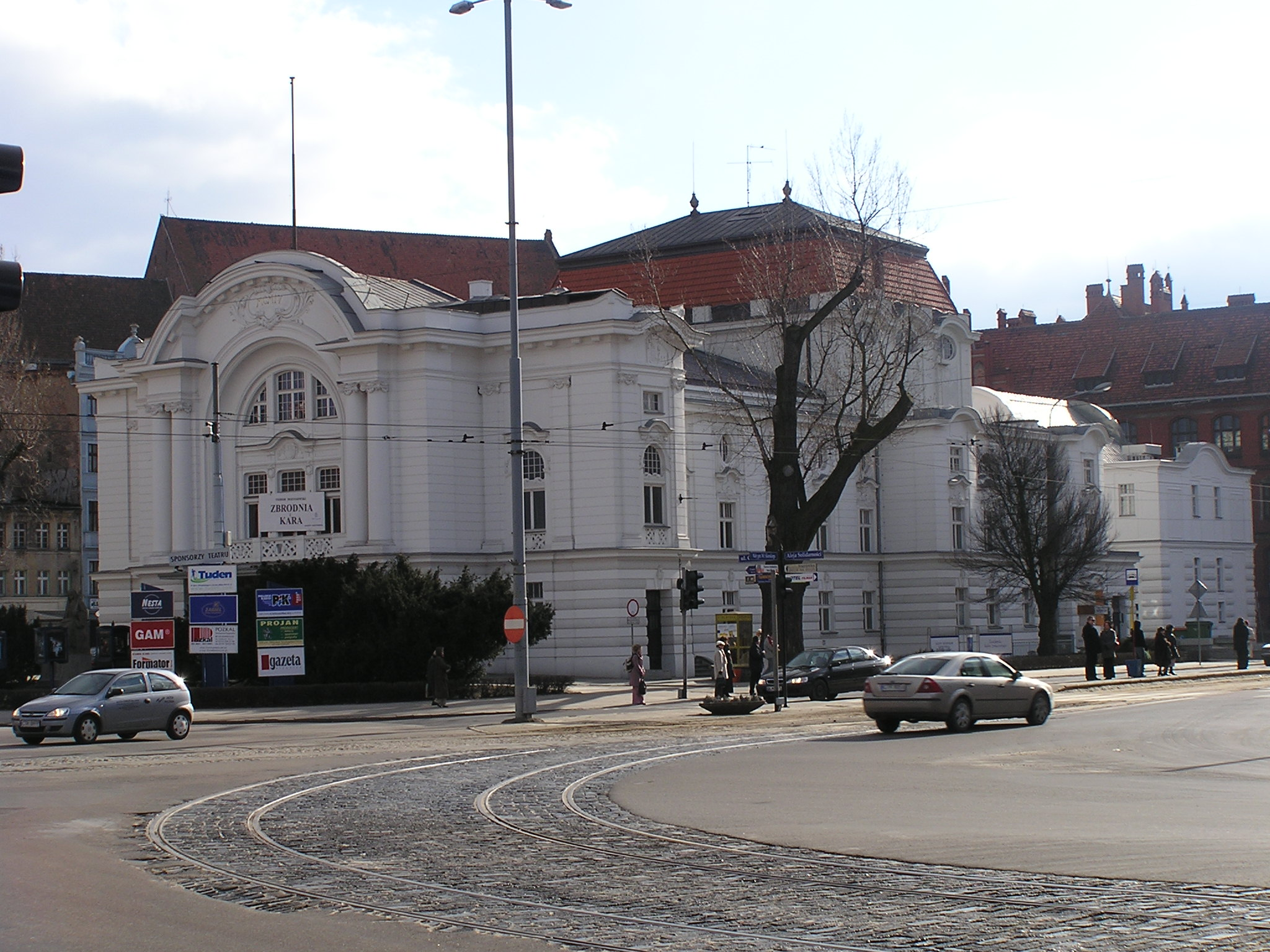
ホジュィツァ劇場
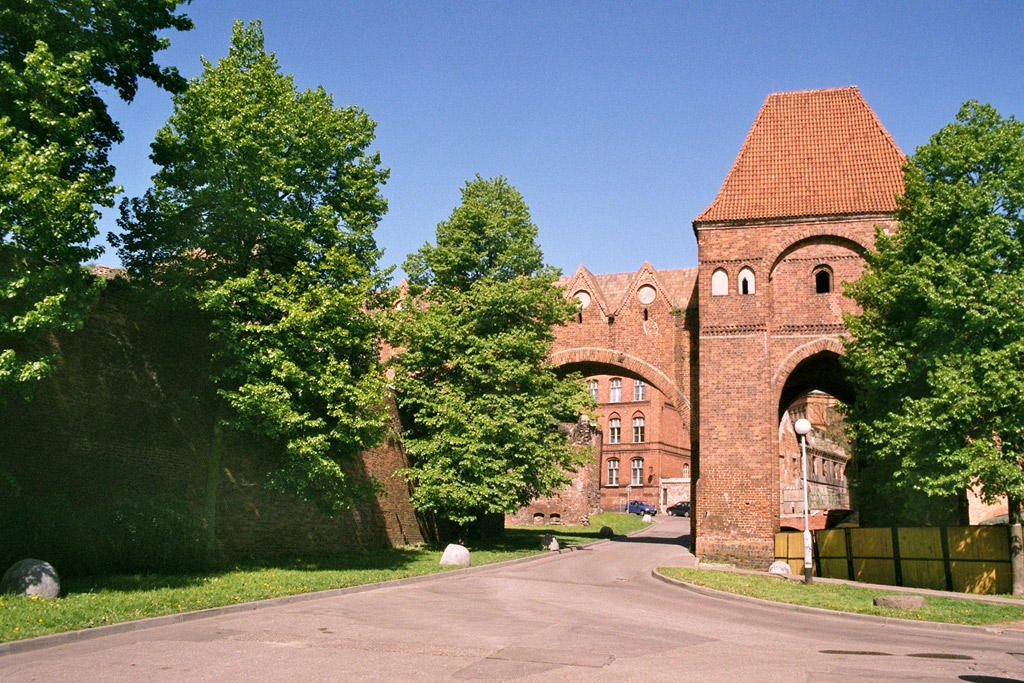
ドイツ騎士団城門
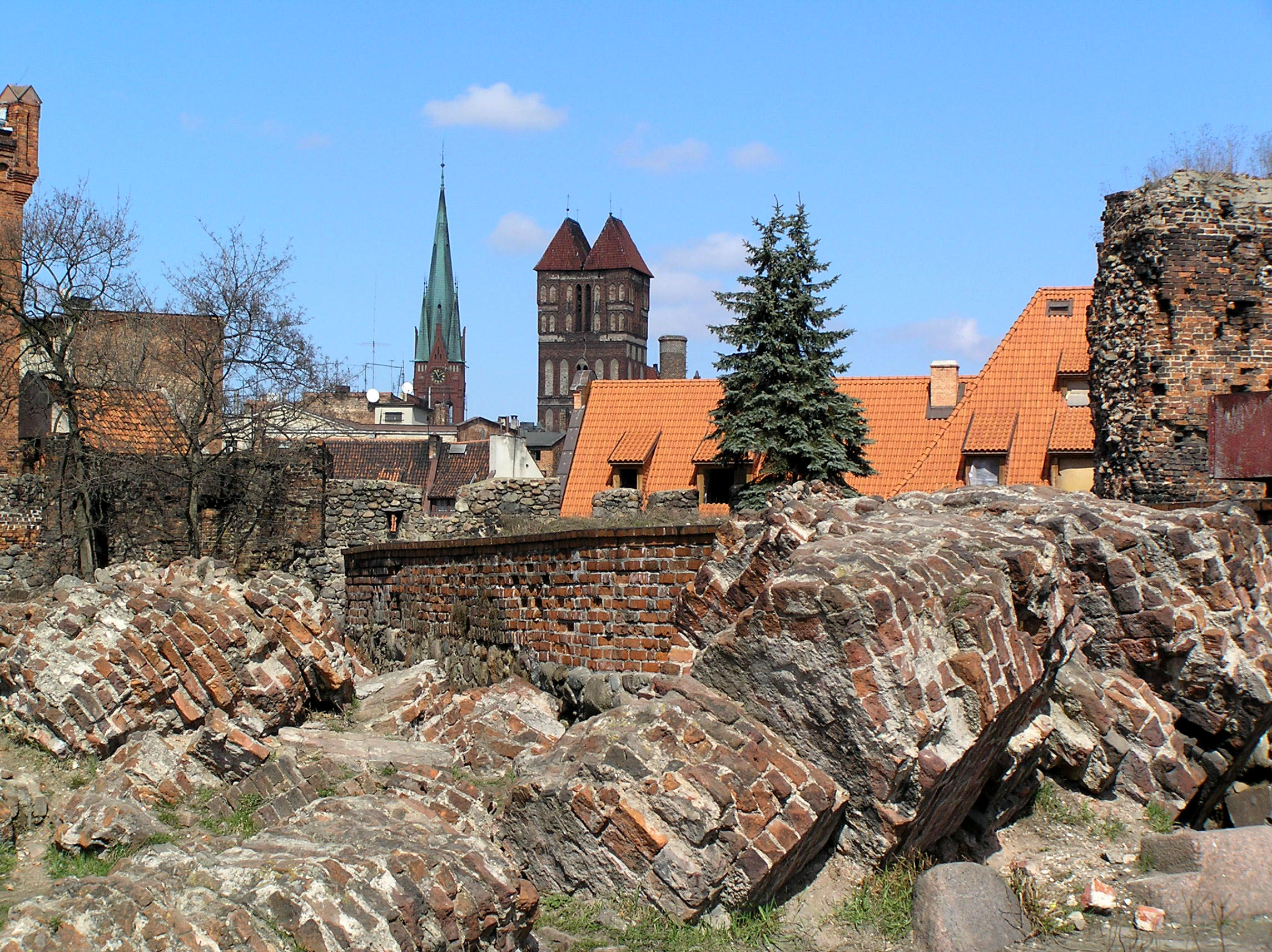
城跡
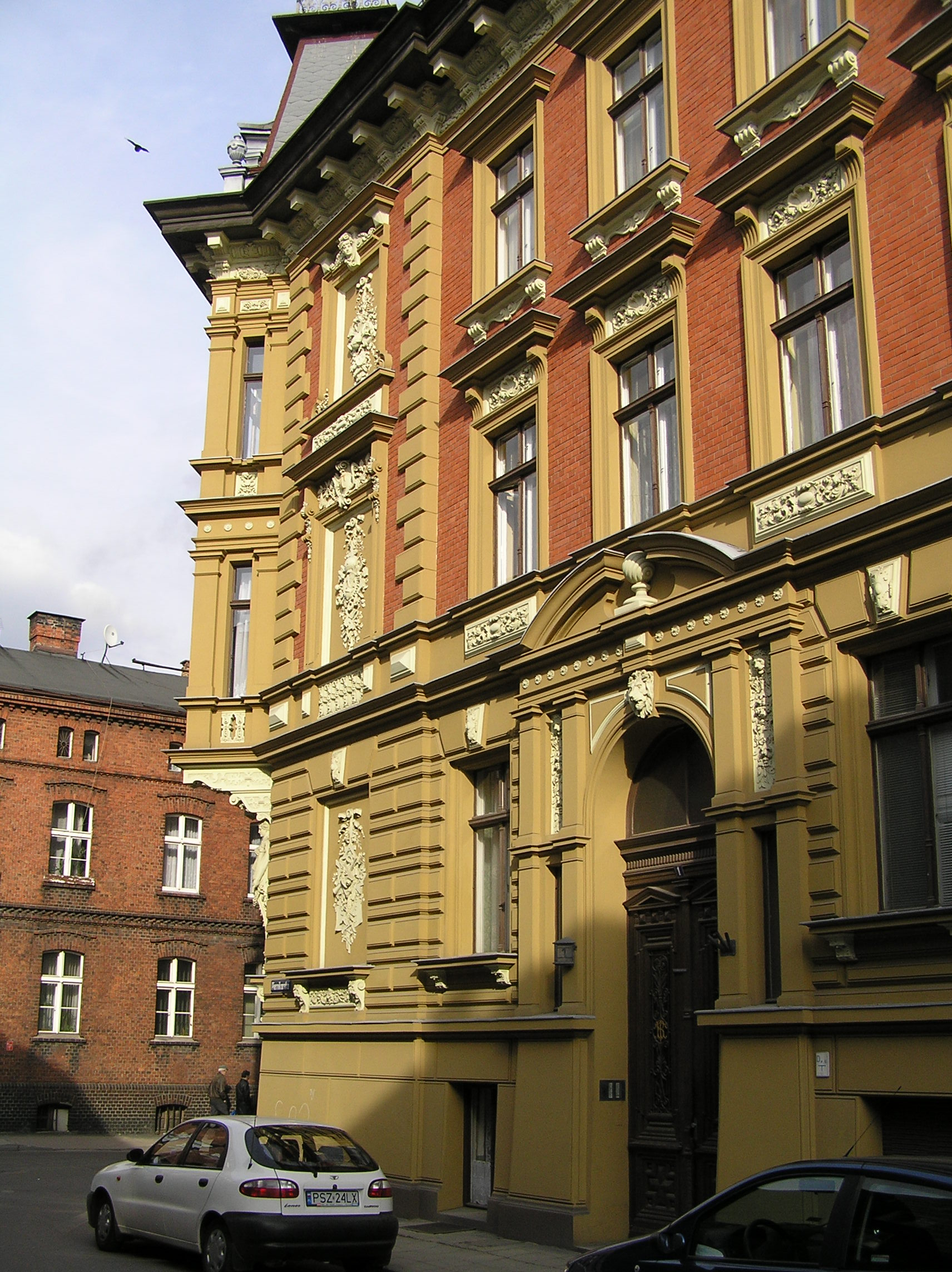
新市街
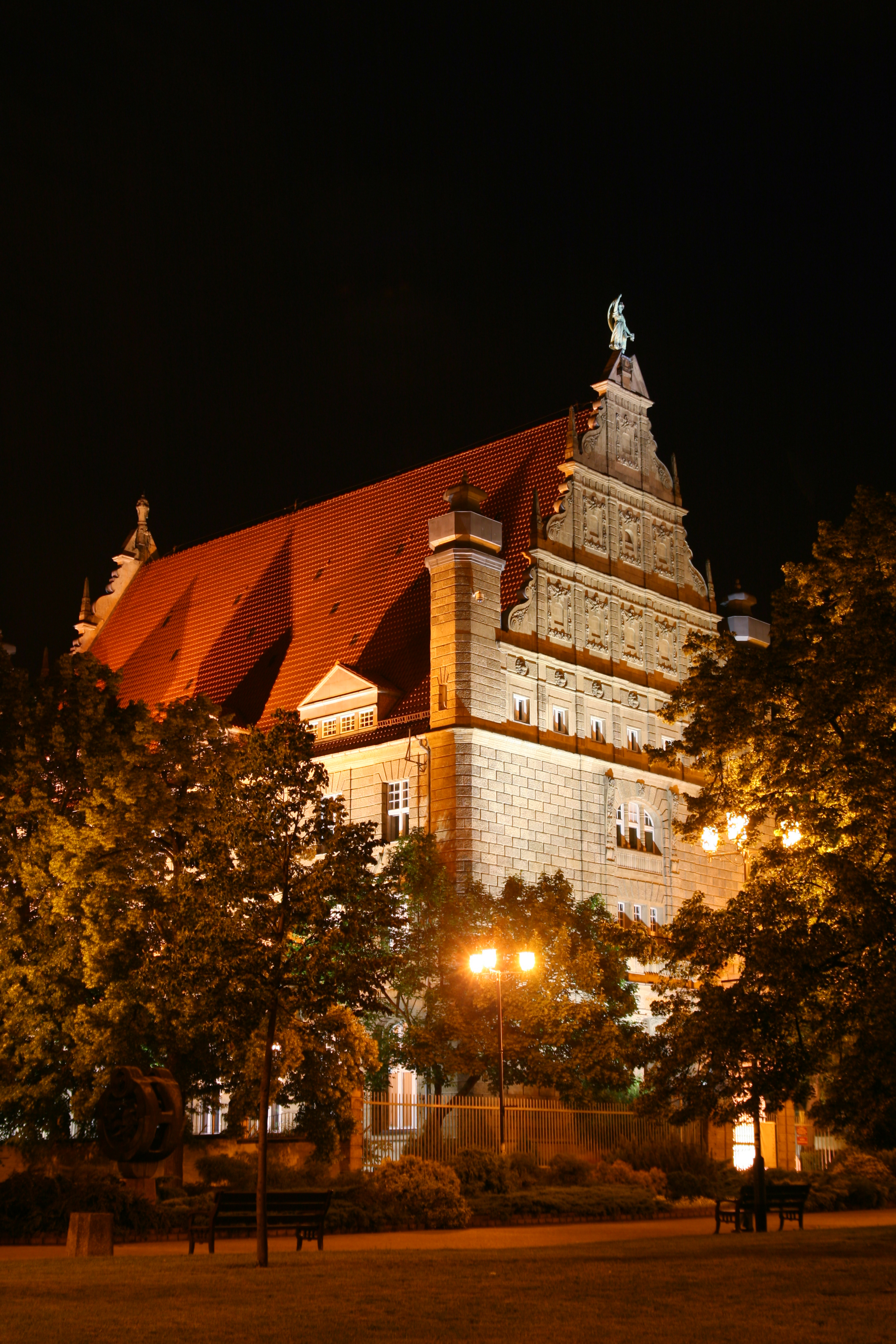
ニコラウス・コペルニクス大学
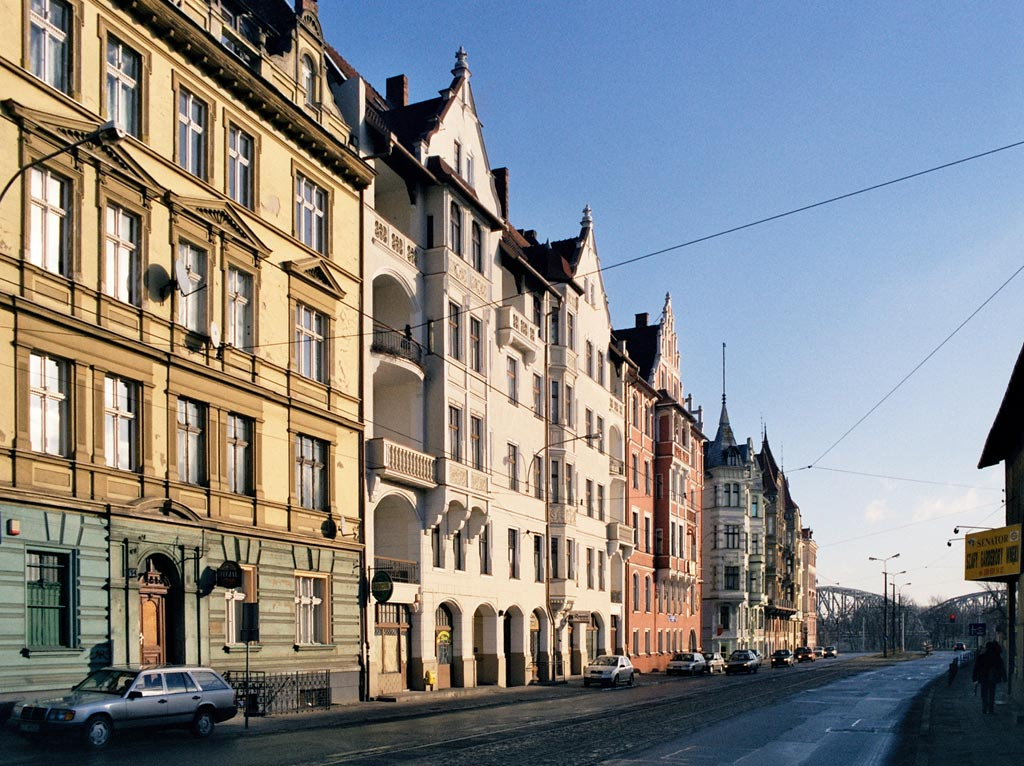
ワルシャワ通り
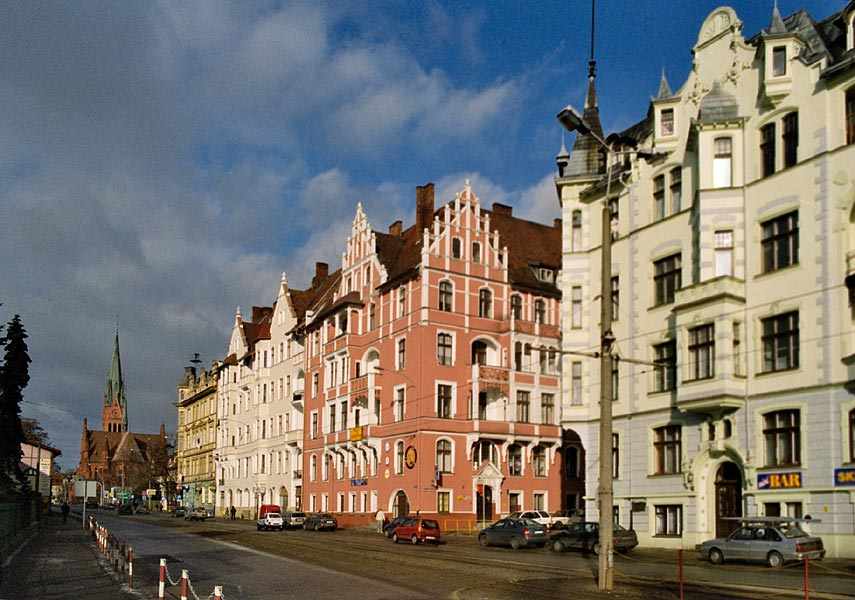
カタリナ通りと聖カタリナ教会
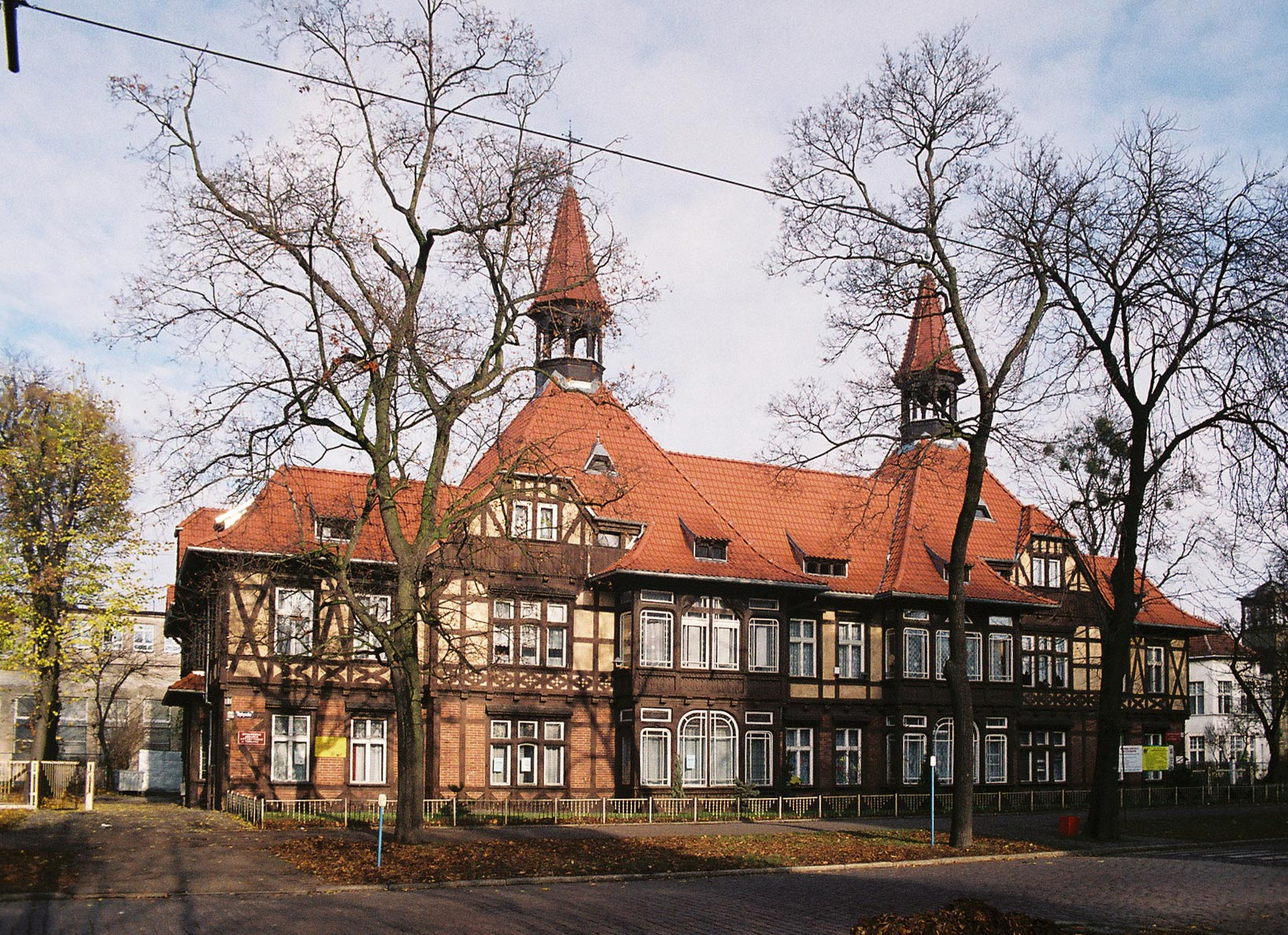
ドッペルハウス
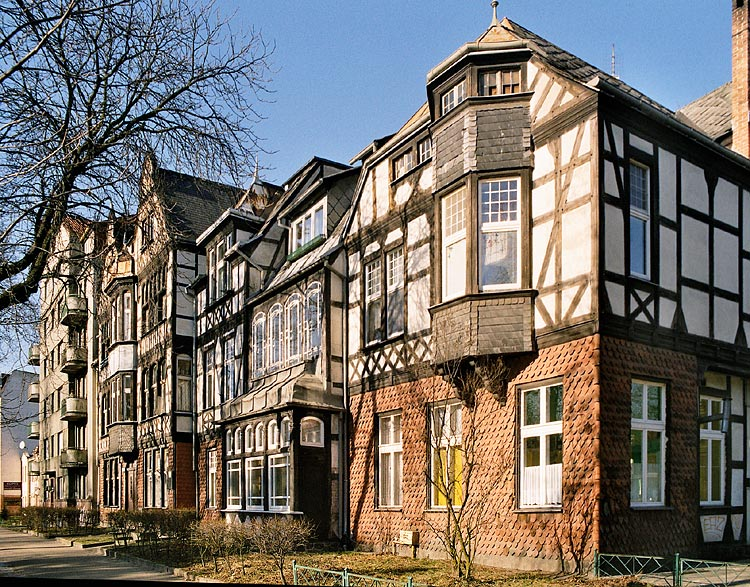
ブィドゴスキェ通りの木組みの家
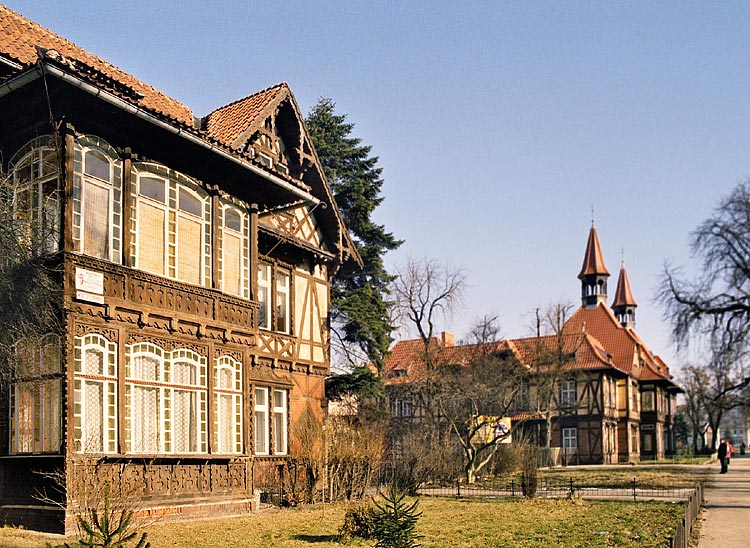
木組みの家が建ち並ぶブィドゴスキェ通り
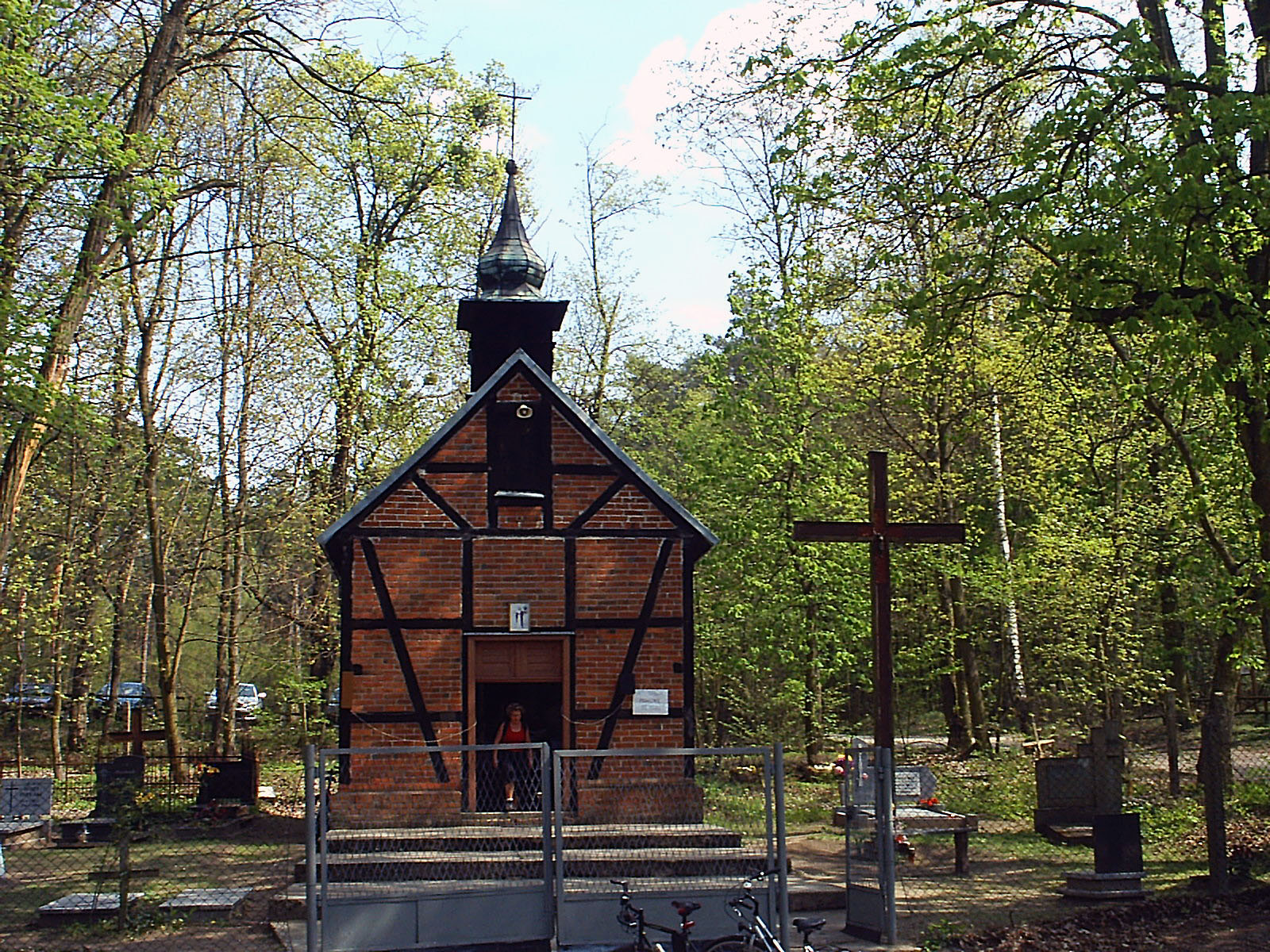
聖バルバラ礼拝堂
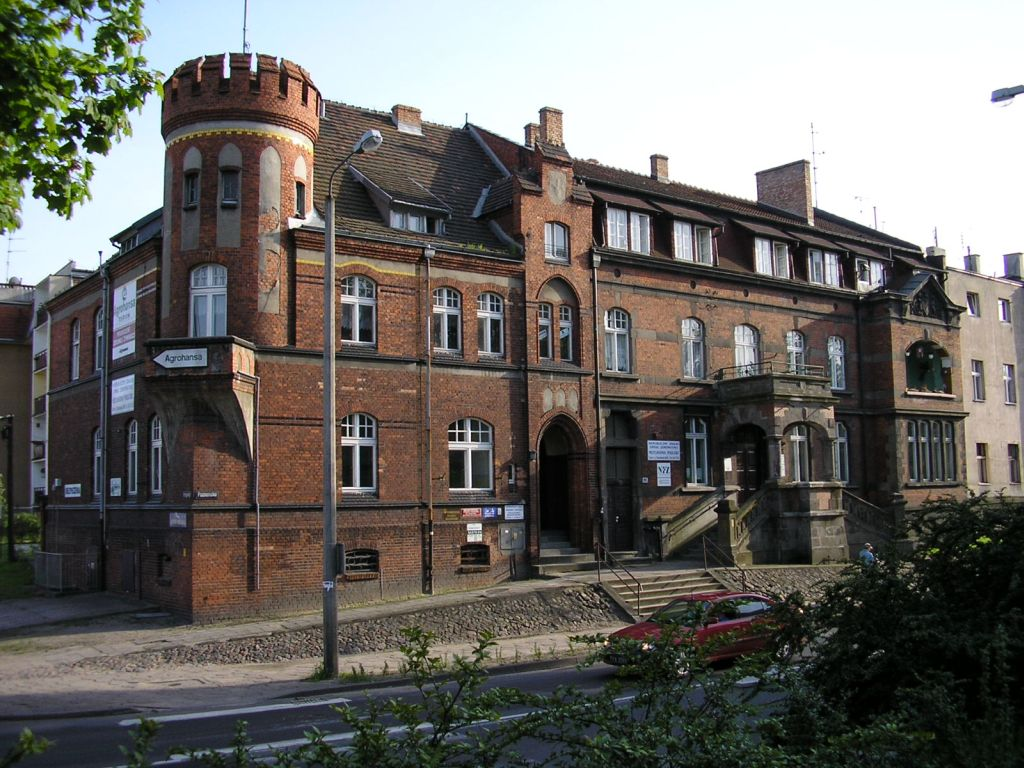
旧ポドグシュ市庁舎
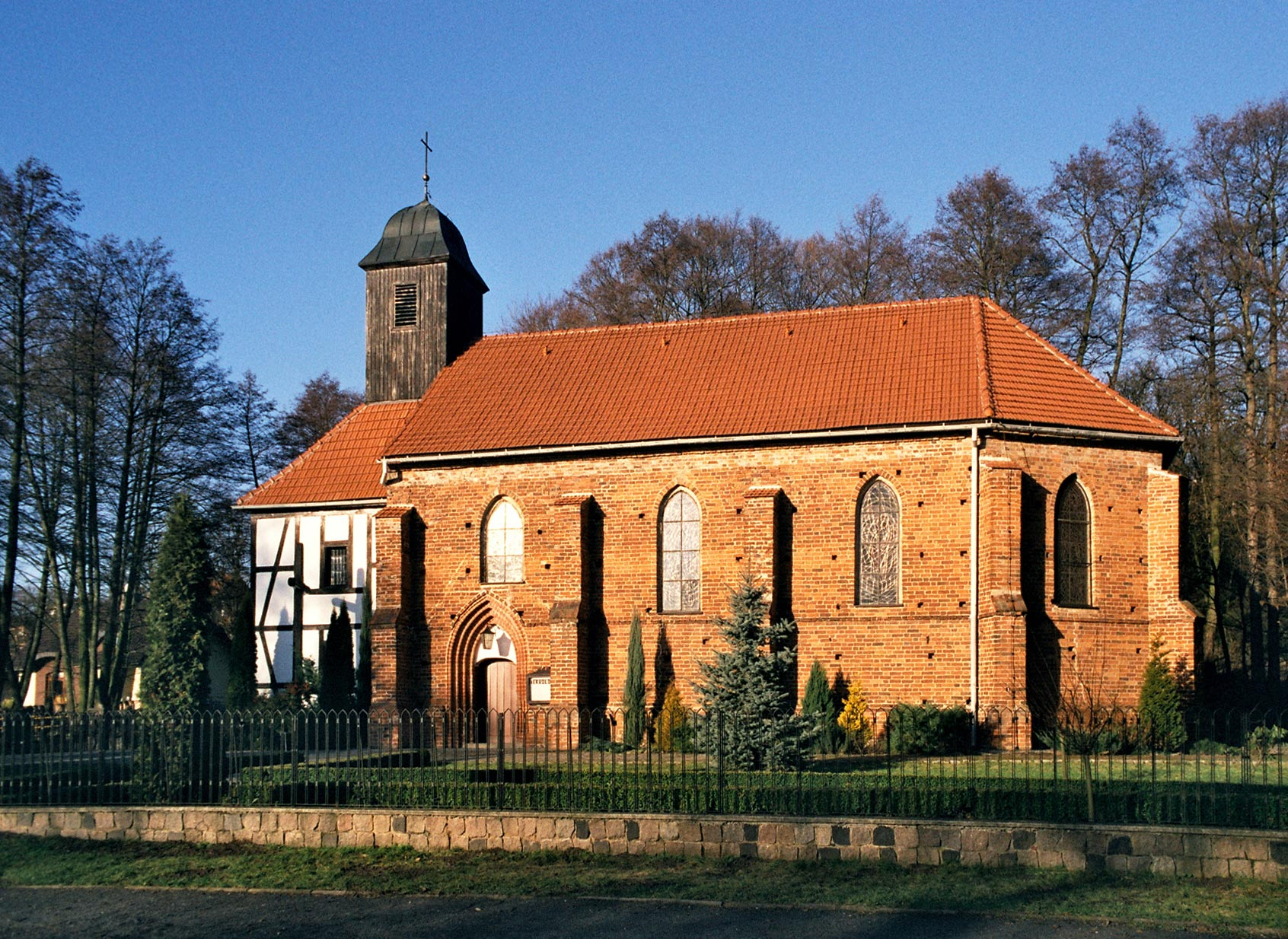
カシュチョレック地区教会

### ヴェネツヤ（Wenecja）
ジュニン（下記「ジュニン」の項参照）の南5km、ビスクピン（上記「ビスクピン」の項参照）の北3kmのところにある、ビスクピン湖（Jezioro Biskupinskie）、ヴェネト湖（Jezioro Weneckie）、スクジン湖（Jezioro Skrzynka）の3つの湖に囲まれた美しい風景のなかにある村。ヴェネツヤという名は有名なイタリアの都市ヴェネツィアと語源が同じで、このイタリアの都市にちなんで名づけられたものと思われることが多いが、実はこのヴェネト湖が語源。イタリアのヴェネツィアもヴェネト湖も、それら住んでいたヴェンド人と呼ばれた人々にちなむ。古代のヴェンド人はポーランド周辺に住んでおり、後にその一部が南下してイタリア北部に定住した（オーストリアのウィーンもヴェンド人にちなんだ名前であり、ヴェンド人にちなんだ土地名は中東欧のいたるところに見られる）。この一帯はパウキ地方といい、ヴェネツヤは「パウキ地方の真珠」と呼ばれる。いつも多くの観光客を集める。郡営の狭軌鉄道（ナロー・ゲージ・トレインまたはトイ・トレイン＝おもちゃ列車）がジュニンからヴェネツヤとビスクピンを経由してゴンサヴァ（Gąsawa）まで通っており、ヴェネツヤには狭軌鉄道博物館と14世紀に建設された古城の遺跡がある。狭軌鉄道は4月15日から8月31日まで（一部は7月1日から8月31日まで）運行され、団体や貸切も可能。狭軌鉄道公式サイト（時刻表つき）、狭軌鉄道博物館公式サイト（ポーランド語）、狭軌鉄道観光ガイド（英語）あり。

### ビェジグウォフスキ城（Zamek Bierzgłowski）
トルニ西方14kmのウビャンカ村（Gmina Łubianka）英語公式サイトにある13世紀後半より建設されたゴシック様式の城。その後たびたび改築された。

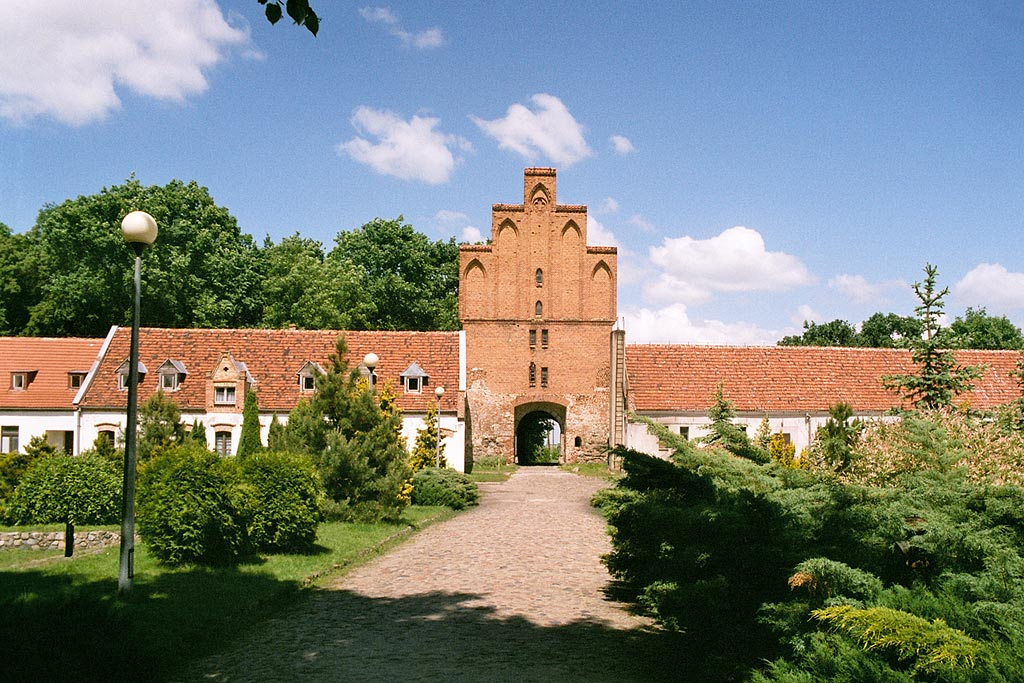
外の城門
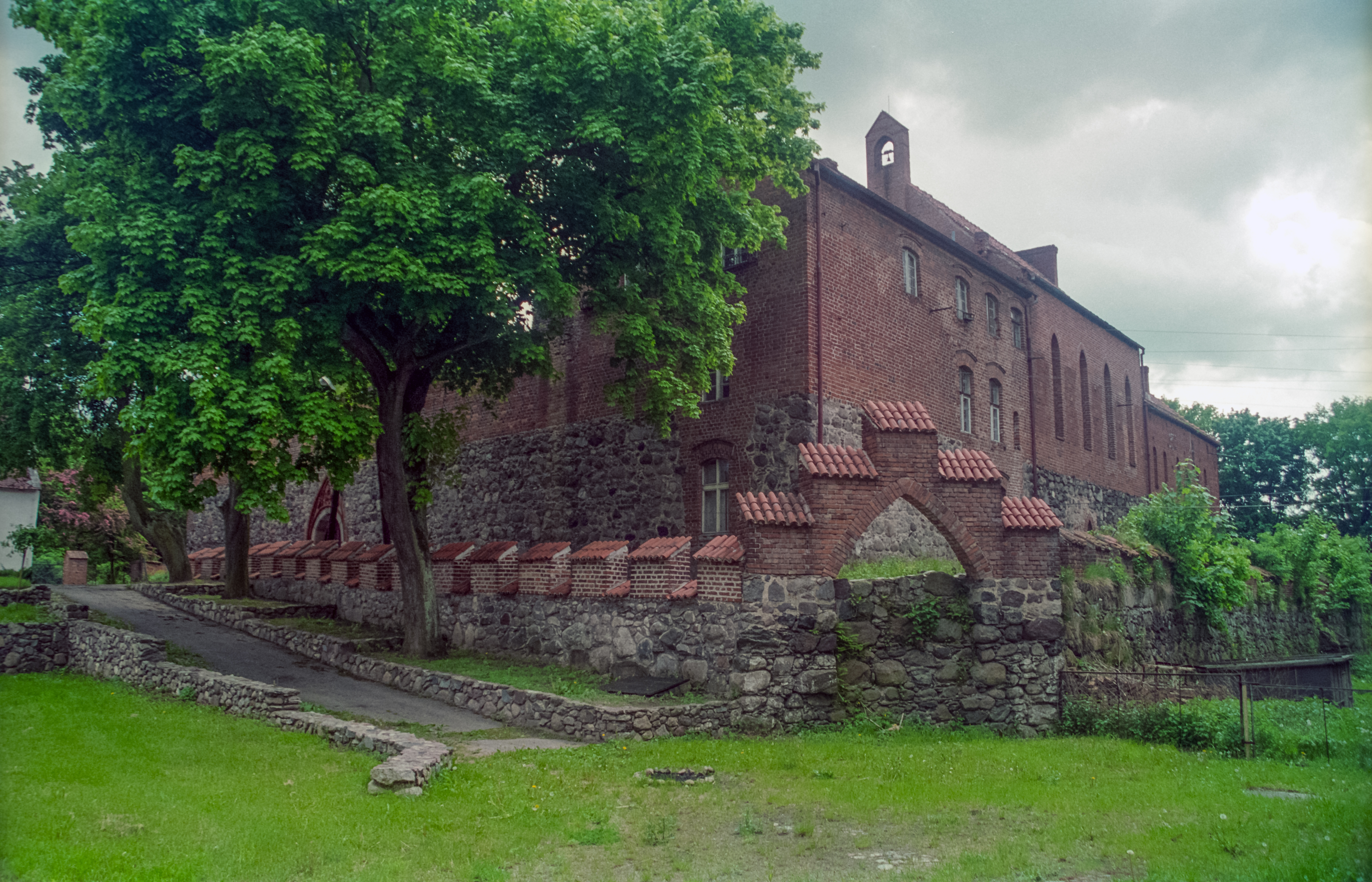
城
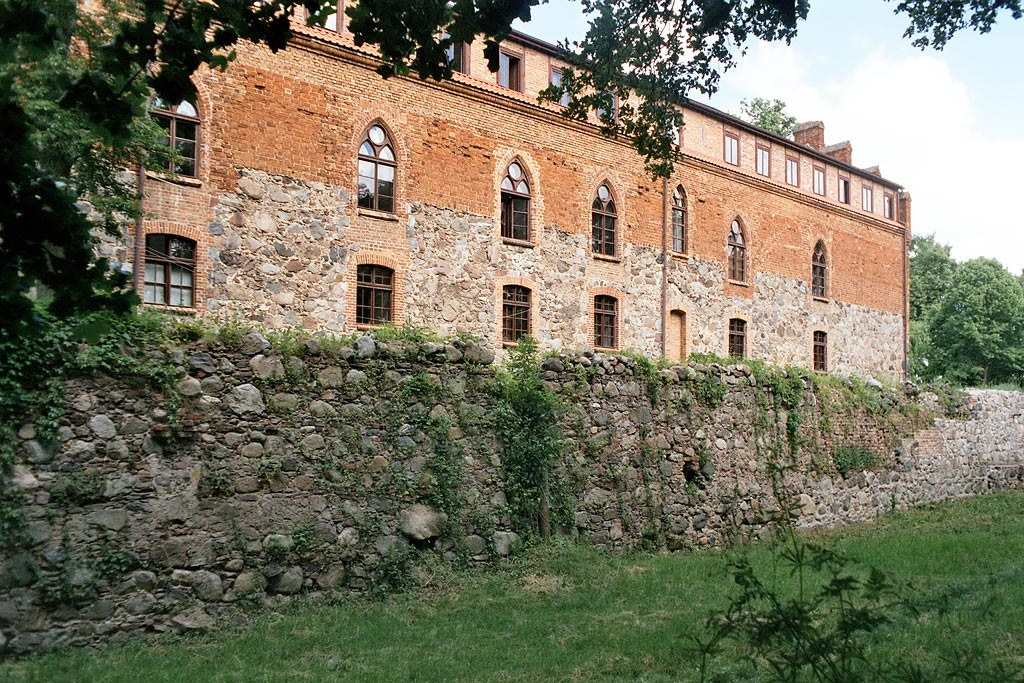
城
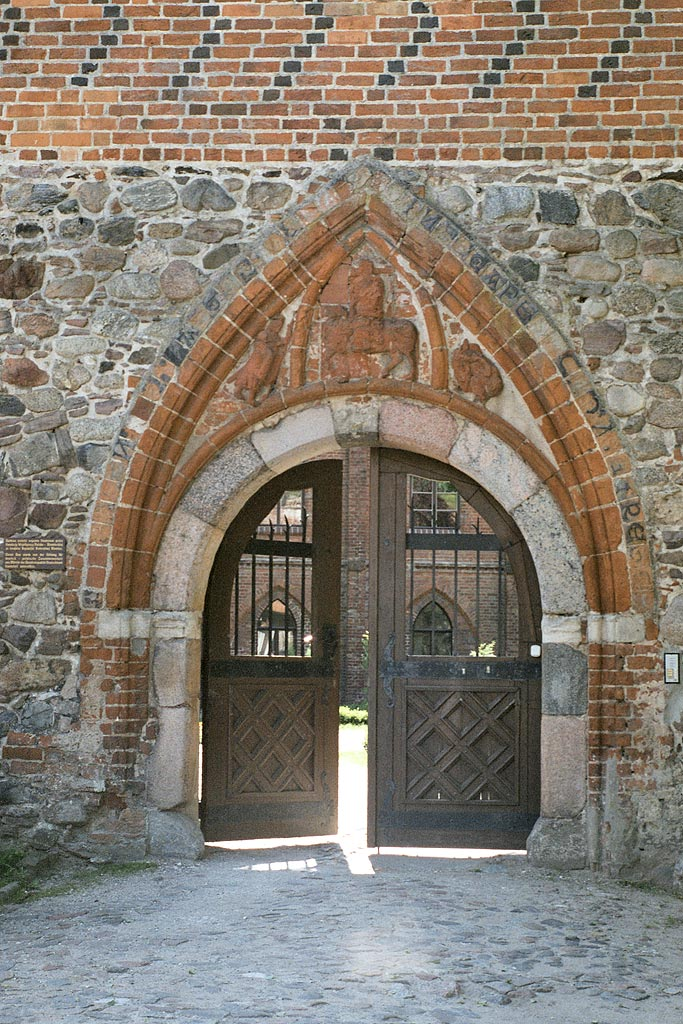
内の城門

### ジュニン（Żnin）
パウキ湖水地方の中心的な街。グダニスクとシロンスク地方をむすぶ街道沿いにあり、古代から中世にかけては交易で栄えた。近世の戦争で旧市街の城壁は撤去されてしまったが、旧市街の街並みは中世のまま保存されている。ジュニンからヴェネツヤとビスクピン（ヴェネツヤとビスクピンはこの項の上記参照）を経由してゴンサヴァまで郡営の600mm狭軌鉄道（ナロー・ゲージ・トレインまたはトイ・トレイン＝おもちゃ鉄道）が通っており、観光客で賑わう（狭軌鉄道については上記「ヴェネツヤ」の項を参照）。旧市街の街並み、14世紀の城址、教会群がみどころ。自転車レースのツール・ド・ポローニュ、モーターボートの世界選手権やヨーロッパ選手権、民俗祭り、収穫祭、ウィンドサーフィンのヨーロッパ選手権などの行事が開催される。狭軌鉄道沿いにヴェネツヤとビスクピンを組み合わせて狭軌鉄道、自動車、徒歩でパウキ地方の旅をする人が多く、遊歩道も整備されている。街の公式サイト（ポーランド語）あり。

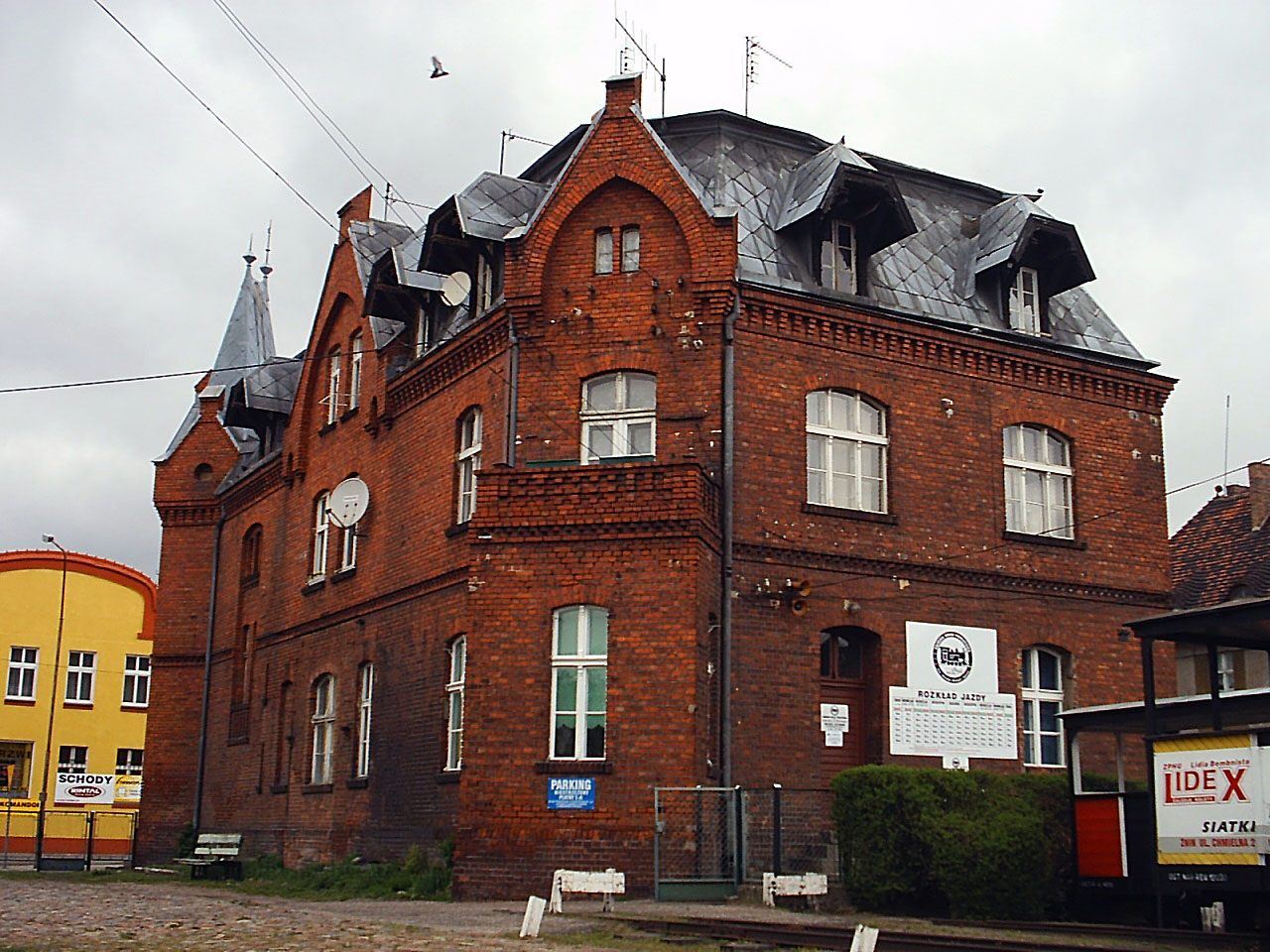
狭軌鉄道のジュニン駅
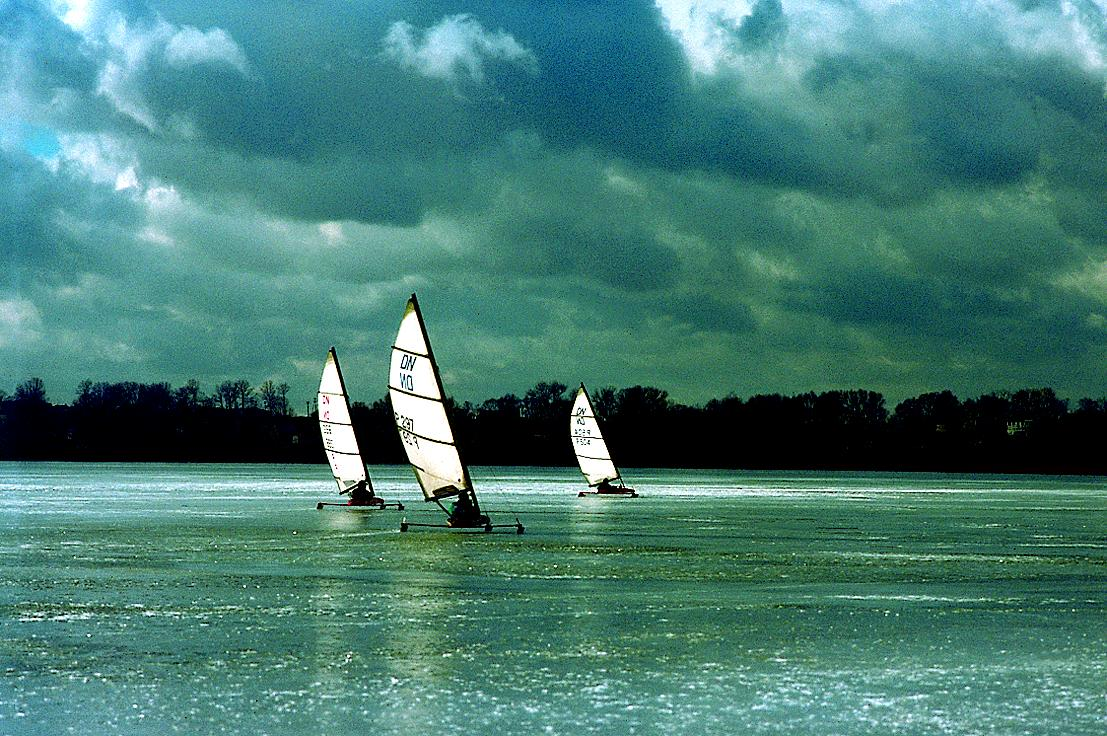
小ジュニン湖のアイスサーフィン
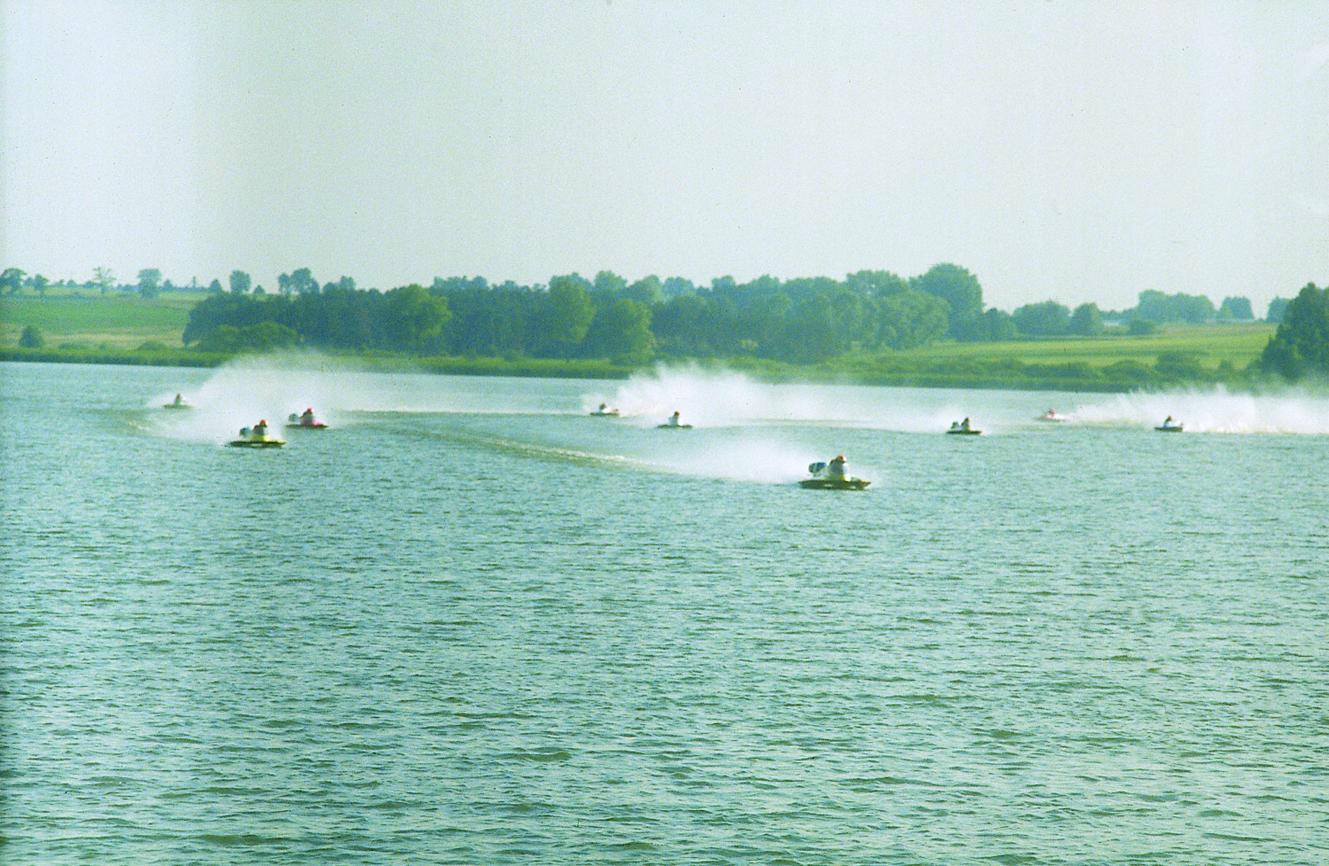
モーターボートのヨーロッパ選手権